# Liste des matchs de l'équipe de Jamaïque de football par adversaire
Cette liste présente les matchs de l'équipe de Jamaïque de football par adversaire rencontré depuis son premier match. Lorsqu'une rivalité footballistique particulière existe entre la Jamaïque et un autre pays, une page spécifique est parfois proposée.
- Haut – A
- B
- C
- D
- E
- F
- G
- H
- I
- J
- K
- L
- M
- N
- O
- P
- Q
- R
- S
- T
- U
- V
- W
- X
- Y
- Z

## A

### Afrique du Sud

#### Confrontations
Confrontations entre l'Afrique du Sud et la Jamaïque en matchs officiels :
|   | Date             | Lieu                  | Match                     | Score | Compétition              |
| - | ---------------- | --------------------- | ------------------------- | ----- | ------------------------ |
| 1 | 9 mai 1999       | Kingston              | Jamaïque - Afrique du Sud | 1-1   | Match amical             |
| 2 | 30 avril 2003    | Le Cap                | Afrique du Sud - Jamaïque | 0-0   | Match amical             |
| 3 | 10 juillet 2005  | Los Angeles           | Jamaïque - Afrique du Sud | 3-3   | Gold Cup 2005 (groupe C) |
| 4 | 17 novembre 2009 | Bloemfontein          | Afrique du Sud - Jamaïque | 0-0   | Match amical             |
| 5 | 28 avril 2010    | Offenbach-sur-le-Main | Jamaïque - Afrique du Sud | 0-2   | Match amical             |

#### Bilan
| Rang | Équipe         | Pts | J | G | N | P | Bp | Bc | Diff |
| ---- | -------------- | --- | - | - | - | - | -- | -- | ---- |
| 1    | Afrique du Sud | 7   | 5 | 1 | 4 | 0 | 6  | 4  | +2   |
| 2    | Jamaïque       | 4   | 5 | 0 | 4 | 1 | 4  | 6  | -2   |

### Angleterre

#### Confrontations
Confrontations entre l'Angleterre et la Jamaïque en matchs officiels :
|   | Date        | Lieu       | Match                 | Score | Compétition  |
| - | ----------- | ---------- | --------------------- | ----- | ------------ |
| 1 | 3 juin 2006 | Manchester | Angleterre - Jamaïque | 6-0   | Match amical |

#### Bilan
| Rang | Équipe     | Pts | J | G | N | P | Bp | Bc | Diff |
| ---- | ---------- | --- | - | - | - | - | -- | -- | ---- |
| 1    | Angleterre | 3   | 1 | 1 | 0 | 0 | 6  | 0  | +6   |
| 2    | Jamaïque   | 0   | 1 | 0 | 0 | 1 | 0  | 6  | -6   |

### Antigua-et-Barbuda

#### Confrontations
Confrontations entre Antigua-et-Barbuda et la Jamaïque en matchs officiels, :
|    | Date             | Lieu           | Match                         | Score      | Compétition                                                           |
| -- | ---------------- | -------------- | ----------------------------- | ---------- | --------------------------------------------------------------------- |
| 1  | 23 avril 1989    | Saint John's   | Antigua-et-Barbuda - Jamaïque | 1-0        | Qualification pour la Coupe caribéenne des nations 1989 (groupe C)    |
| 2  | 3 décembre 1995  | Saint John's   | Antigua-et-Barbuda - Jamaïque | 1-2        | Match amical                                                          |
| 3  | 8 juillet 1997   | Saint John's   | Antigua-et-Barbuda - Jamaïque | 0-2        | Coupe caribéenne des nations 1997 (groupe B)                          |
| 4  | 26 octobre 1997  | Saint John's   | Antigua-et-Barbuda - Jamaïque | 0-3        | Match amical                                                          |
| 5  | 29 juillet 1998  | Port-d'Espagne | Jamaïque - Antigua-et-Barbuda | 1-0 (a.p.) | Coupe caribéenne des nations 1998 (demi-finale)                       |
| 6  | 27 novembre 2010 | Rivière-Pilote | Jamaïque - Antigua-et-Barbuda | 3-1        | Coupe caribéenne des nations 2010 (groupe B)                          |
| 7  | 12 juin 2012     | Saint John's   | Antigua-et-Barbuda - Jamaïque | 0-0        | Qualification pour la Coupe du monde 2014 (troisième tour - groupe A) |
| 8  | 16 octobre 2012  | Kingston       | Jamaïque - Antigua-et-Barbuda | 4-1        | Qualification pour la Coupe du monde 2014 (troisième tour - groupe A) |
| 9  | 14 novembre 2014 | Montego Bay    | Jamaïque - Antigua-et-Barbuda | 3-0        | Coupe caribéenne des nations 2014 (groupe B)                          |
| 10 | 25 mars 2018     | Kingston       | Jamaïque - Antigua-et-Barbuda | 1-1        | Match amical                                                          |
| 11 | 29 avril 2018    | Saint John's   | Antigua-et-Barbuda - Jamaïque | 0-2        | Match amical                                                          |
| 12 | 6 septembre 2019 | Montego Bay    | Jamaïque - Antigua-et-Barbuda | 6-0        | Ligue des nations de la CONCACAF 2019-2020 (Ligue B - gr. C)          |
| 13 | 15 novembre 2019 | Saint John's   | Antigua-et-Barbuda - Jamaïque | 0-2        | Ligue des nations de la CONCACAF 2019-2020 (Ligue B - gr. C)          |

#### Bilan
Au 22 novembre 2019 :
- Total de matchs disputés : 13
- Victoires de la Jamaïque : 10
- Matchs nuls : 2
- Victoires d'Antigua-et-Barbuda : 1
- Total de buts marqués par la Jamaïque : 29
- Total de buts marqués par Antigua-et-Barbuda : 5

### Antilles néerlandaises

#### Confrontations
Confrontations entre les Antilles néerlandaises et la Jamaïque en matchs officiels :
|   | Date              | Lieu      | Match                             | Score | Compétition                                                        |
| - | ----------------- | --------- | --------------------------------- | ----- | ------------------------------------------------------------------ |
| 1 | 15 août 1962      | Kingston  | Jamaïque - Antilles néerlandaises | 1-3   | Jeux d’Amérique centrale et des Caraïbes de 1962 (tour final)      |
| 2 | 30 mars 1963      | Santa Ana | Antilles néerlandaises - Jamaïque | 2-1   | Coupe des nations de la CONCACAF 1963 (tour final)                 |
| 3 | 23 janvier 1965   | Kingston  | Jamaïque - Antilles néerlandaises | 2-0   | Qualifications pour la Coupe du monde 1966 (zone CONCACAF - gr. 1) |
| 4 | 3 février 1965    | La Havane | Antilles néerlandaises - Jamaïque | 0-0   | Qualifications pour la Coupe du monde 1966 (zone CONCACAF - gr. 1) |
| 5 | 18 juin 1966      | San Juan  | Antilles néerlandaises - Jamaïque | 1-0   | Jeux d’Amérique centrale et des Caraïbes de 1966 (tour final)      |
| 6 | 11 janvier 1967   | Kingston  | Jamaïque - Antilles néerlandaises | 1-1   | Coupe des nations de la CONCACAF 1967 (qualifications)             |
| 7 | 1er décembre 1969 | San José  | Antilles néerlandaises - Jamaïque | 2-1   | Championnat de la CONCACAF 1969 (tour final)                       |
| 8 | 24 juillet 1998   | Kingston  | Jamaïque - Antilles néerlandaises | 3-2   | Coupe caribéenne des nations 1998 (gr. B)                          |

#### Bilan
- Total de matchs disputés : 8
- Victoires des Antilles néerlandaises : 4
- Victoires de la Jamaïque : 2
- Matchs nuls : 2
- Total de buts marqués par les Antilles néerlandaises : 11
- Total de buts marqués par la Jamaïque : 9

### Arabie saoudite

#### Confrontations
Confrontations entre l'Arabie saoudite et la Jamaïque en matchs officiels, :
|   | Date            | Lieu           | Match                      | Score | Compétition  |
| - | --------------- | -------------- | -------------------------- | ----- | ------------ |
| 1 | 4 mai 1998      | Nice           | Jamaïque - Arabie saoudite | 0-0   | Match amical |
| 2 | 13 juillet 1999 | San Bernardino | Jamaïque - Arabie saoudite | 2-1   | Match amical |
| 3 | 15 juillet 1999 | Fullerton      | Arabie saoudite - Jamaïque | 4-0   | Match amical |
| 4 | 7 octobre 2017  | Djeddah        | Arabie saoudite - Jamaïque | 5-2   | Match amical |

#### Bilan
Au 24 août 2018 :
- Total de matchs disputés : 4
- Victoires de la Jamaïque : 1
- Matchs nuls : 1
- Victoires de l'Arabie saoudite : 2
- Total de buts marqués par la Jamaïque : 4
- Total de buts marqués par l'Arabie saoudite : 10

### Argentine

#### Confrontations
Confrontations entre l'Argentine et la Jamaïque en matchs officiels :
|   | Date            | Lieu         | Match                | Score | Compétition                    |
| - | --------------- | ------------ | -------------------- | ----- | ------------------------------ |
| 1 | 21 juin 1998    | Paris        | Argentine - Jamaïque | 5-0   | Coupe du monde 1998 (groupe H) |
| 2 | 11 février 2010 | Buenos Aires | Argentine - Jamaïque | 2-1   | Match amical                   |
| 3 | 20 juin 2015    | Viña del Mar | Argentine - Jamaïque | 1-0   | Copa América 2015 (groupe B)   |

#### Bilan
Au 24 août 2018 :
- Total de matchs disputés : 3
- Victoires de la Jamaïque : 0
- Matchs nuls : 0
- Victoires de l'Argentine : 3
- Total de buts marqués par la Jamaïque : 1
- Total de buts marqués par l'Argentine : 8

### Aruba

#### Confrontations
Confrontations entre Aruba et la Jamaïque en matchs officiels :
|   | Date            | Lieu       | Match            | Score | Compétition                                                  |
| - | --------------- | ---------- | ---------------- | ----- | ------------------------------------------------------------ |
| 1 | 4 mai 1997      | Oranjestad | Aruba - Jamaïque | 0-6   | Coupe caribéenne des nations 1997 (qualifications)           |
| 2 | 12 octobre 2019 | Kingston   | Jamaïque - Aruba | 2-0   | Ligue des nations de la CONCACAF 2019-2020 (Ligue B - gr. C) |
| 3 | 15 octobre 2019 | Willemstad | Aruba - Jamaïque | 0-6   | Ligue des nations de la CONCACAF 2019-2020 (Ligue B - gr. C) |

#### Bilan
Au 3 novembre 2019 :
- Total de matchs disputés : 3
- Victoires d'Aruba : 0
- Victoires de la Jamaïque : 3
- Matchs nuls : 0
- Total de buts marqués par Aruba : 0
- Total de buts marqués par la Jamaïque : 14

### Australie

#### Confrontations
Confrontations entre l'Australie et la Jamaïque en matchs officiels :
|   | Date             | Lieu    | Match                | Score | Compétition  |
| - | ---------------- | ------- | -------------------- | ----- | ------------ |
| 1 | 7 septembre 2003 | Reading | Australie - Jamaïque | 2-1   | Match amical |
| 2 | 9 octobre 2005   | Londres | Australie - Jamaïque | 5-0   | Match amical |

#### Bilan
| Rang | Équipe    | Pts | J | G | N | P | Bp | Bc | Diff |
| ---- | --------- | --- | - | - | - | - | -- | -- | ---- |
| 1    | Australie | 6   | 2 | 2 | 0 | 0 | 7  | 1  | +6   |
| 2    | Jamaïque  | 0   | 2 | 0 | 0 | 2 | 1  | 7  | -6   |

## B

### Bahamas

#### Confrontations
Confrontations entre les Bahamas et la Jamaïque en matchs officiels :
|   | Date         | Lieu     | Match              | Score | Compétition                                               |
| - | ------------ | -------- | ------------------ | ----- | --------------------------------------------------------- |
| 1 | 15 juin 2008 | Kingston | Jamaïque - Bahamas | 7-0   | Qualification pour la coupe du monde 2010 (deuxième tour) |
| 2 | 18 juin 2008 | Trelawny | Bahamas - Jamaïque | 0-6   | Qualification pour la coupe du monde 2010 (deuxième tour) |

#### Bilan
| Rang | Équipe   | Pts | J | G | N | P | Bp | Bc | Diff |
| ---- | -------- | --- | - | - | - | - | -- | -- | ---- |
| 1    | Jamaïque | 6   | 2 | 2 | 0 | 0 | 13 | 0  | +13  |
| 2    | Bahamas  | 0   | 2 | 0 | 0 | 2 | 0  | 13 | -13  |

### Barbade

#### Confrontations
Confrontations entre la Barbade et la Jamaïque en matchs officiels, :
|    | Date            | Lieu           | Match              | Score           | Compétition                                                              |
| -- | --------------- | -------------- | ------------------ | --------------- | ------------------------------------------------------------------------ |
| 1  | 25 mai 1951     | Bridgetown     | Barbade - Jamaïque | 3-0             | Match amical                                                             |
| 2  | 26 mai 1951     | Bridgetown     | Barbade - Jamaïque | 0-1             | Match amical                                                             |
| 3  | 28 mai 1951     | Bridgetown     | Barbade - Jamaïque | 5-2             | Match amical                                                             |
| 4  | 4 mars 1959     | Port-d'Espagne | Barbade - Jamaïque | 1-3             | Match amical                                                             |
| 5  | 10 juillet 1988 | Kingston       | Jamaïque - Barbade | 0-0             | Match amical                                                             |
| 6  | 10 juillet 1988 | Kingston       | Jamaïque - Barbade | 0-0             | Match amical                                                             |
| 7  | 26 mars 1989    | Bridgetown     | Barbade - Jamaïque | 1-1             | Match amical                                                             |
| 8  | 28 mars 1989    | Bridgetown     | Jamaïque - Barbade | 1-1             | Match amical                                                             |
| 9  | 16 mars 1990    |                | Jamaïque - Barbade | 0-1             | Match amical                                                             |
| 10 | 18 mars 1990    | Kingston       | Jamaïque - Barbade | 1-0             | Match amical                                                             |
| 11 | 24 avril 1996   | Kingston       | Jamaïque - Barbade | 2-0             | Coupe caribéenne des nations 1996 (qualifications)                       |
| 12 | 28 avril 1996   | Bridgetown     | Barbade - Jamaïque | 2-0 (tab : 3-4) | Coupe caribéenne des nations 1996 (qualifications)                       |
| 13 | 23 juin 1996    | Bridgetown     | Barbade - Jamaïque | 0-1             | Éliminatoires de la Coupe du monde 1998 (zone CONCACAF - gr. Caraïbes 4) |
| 14 | 30 juin 1996    | Kingston       | Jamaïque - Barbade | 2-0             | Éliminatoires de la Coupe du monde 1998 (zone CONCACAF - gr. Caraïbes 4) |
| 15 | 5 juillet 2000  | Kingston       | Jamaïque - Barbade | 5-0             | Match amical                                                             |
| 16 | 19 mai 2001     | Port-d'Espagne | Jamaïque - Barbade | 2-1             | Coupe caribéenne des nations 2001 (gr. 1)                                |
| 17 | 9 novembre 2002 | Saint-Georges  | Jamaïque - Barbade | 1-1             | Gold Cup 2003 (tournoi qualificatif Caraïbes)                            |
| 18 | 12 janvier 2003 | Bridgetown     | Barbade - Jamaïque | 1-0             | Match amical                                                             |
| 19 | 23 mars 2003    | Kingston       | Jamaïque - Barbade | 2-1             | Match amical                                                             |
| 20 | 22 février 2005 | Bridgetown     | Barbade - Jamaïque | 0-1             | Coupe caribéenne des nations 2005 (tour final)                           |
| 21 | 3 décembre 2008 | Kingston       | Jamaïque - Barbade | 2-1             | Coupe caribéenne des nations 2008 (phase finale - gr. J)                 |
| 22 | 2 mars 2014     | Bridgetown     | Barbade - Jamaïque | 0-2             | Match amical                                                             |
| 23 | 20 août 2018    | Bridgetown     | Jamaïque - Barbade | 2-2             | Match amical                                                             |

#### Bilan
Au 7 septembre 2018 :
- Total de matchs disputés : 23
- Victoires de la Jamaïque : 12
- Matchs nuls : 6
- Victoires de la Barbade : 5
- Total de buts marqués par la Jamaïque : 33
- Total de buts marqués par la Barbade : 23

### Bermudes

#### Confrontations
Confrontations entre les Bermudes et la Jamaïque en matchs officiels, :
|   | Date              | Lieu     | Match               | Score | Compétition                                                                       |
| - | ----------------- | -------- | ------------------- | ----- | --------------------------------------------------------------------------------- |
| 1 | 1er janvier 1971  | Hamilton | Bermudes - Jamaïque | 1-1   | Match amical                                                                      |
| 2 | 1er décembre 1972 | Hamilton | Bermudes - Jamaïque | 0-0   | Match amical                                                                      |
| 3 | 27 décembre 1972  | Hamilton | Bermudes - Jamaïque | 0-3   | Match amical                                                                      |
| 4 | 12 septembre 1991 | Hamilton | Bermudes - Jamaïque | 1-1   | Match amical                                                                      |
| 5 | 12 avril 1992     |          | Jamaïque - Bermudes | 0-0   | Match amical                                                                      |
| 6 | 25 octobre 1992   | Hamilton | Bermudes - Jamaïque | 1-1   | Qualification pour la Coupe du monde 1994 (deuxième tour - groupe B)              |
| 7 | 8 novembre 1992   | Kingston | Jamaïque - Bermudes | 3-2   | Qualification pour la Coupe du monde 1994 (deuxième tour - groupe B)              |
| 8 | 21 février 1997   | Kingston | Jamaïque - Bermudes | 1-0   | Qualification pour la Coupe caribéenne des nations 1997 (premier tour - groupe 2) |
| 9 | 27 février 1997   | Kingston | Bermudes - Jamaïque | 2-3   | Qualification pour la Coupe caribéenne des nations 1997 (premier tour - groupe 2) |

#### Bilan
Au 24 août 2018 :
- Total de matchs disputés : 9
- Victoires de la Jamaïque : 5
- Matchs nuls : 4
- Victoires des Bermudes : 0
- Total de buts marqués par la Jamaïque : 15
- Total de buts marqués par les Bermudes : 6

### Bolivie

#### Confrontations
Confrontations entre la Bolivie et la Jamaïque en matchs officiels :
|   | Date            | Match     | Date               | Score | Compétition  |
| - | --------------- | --------- | ------------------ | ----- | ------------ |
| 1 | 23 mars 1997    | La Paz    | Bolivie - Jamaïque | 6-0   | Match amical |
| 2 | 3 mars 1999     | Guatemala | Bolivie - Jamaïque | 0-0   | Match amical |
| 3 | 26 janvier 2001 | Miami     | Jamaïque - Bolivie | 3-0   | Match amical |

#### Bilan
| Rang | Équipe   | Pts | J | G | N | P | Bp | Bc | Diff |
| ---- | -------- | --- | - | - | - | - | -- | -- | ---- |
| 1    | Bolivie  | 4   | 3 | 1 | 1 | 1 | 6  | 3  | +3   |
| 2    | Jamaïque | 4   | 3 | 1 | 1 | 1 | 3  | 6  | -3   |

### Bonaire

#### Confrontations
Confrontations entre Bonaire et la Jamaïque en matchs officiels :
|   | Date            | Lieu       | Match              | Score | Compétition                                                        |
| - | --------------- | ---------- | ------------------ | ----- | ------------------------------------------------------------------ |
| 1 | 14 octobre 2018 | Willemstad | Bonaire - Jamaïque | 0-6   | Ligue des nations de la CONCACAF 2019-2020 (tournoi de classement) |

#### Bilan
Au 16 octobre 2018 :
- Total de matchs disputés : 1
- Victoires de la Jamaïque : 1
- Matchs nuls : 0
- Victoires de Bonaire : 0
- Total de buts marqués par la Jamaïque : 6
- Total de buts marqués par Bonaire : 0

### Brésil

#### Confrontations
Confrontations entre le Brésil et la Jamaïque en matchs officiels :
|   | Date            | Lieu        | Match             | Score | Compétition                                   |
| - | --------------- | ----------- | ----------------- | ----- | --------------------------------------------- |
| 1 | 3 février 1998  | Miami       | Brésil - Jamaïque | 0-0   | Gold Cup 1998 (groupe A)                      |
| 2 | 15 février 1998 | Los Angeles | Brésil - Jamaïque | 1-0   | Gold Cup 1998 (match pour la troisième place) |
| 3 | 12 octobre 2003 | Leicester   | Brésil - Jamaïque | 1-0   | Match amical                                  |

#### Bilan
| Rang | Équipe   | Pts | J | G | N | P | Bp | Bc | Diff |
| ---- | -------- | --- | - | - | - | - | -- | -- | ---- |
| 1    | Brésil   | 7   | 3 | 2 | 1 | 0 | 2  | 0  | +2   |
| 2    | Jamaïque | 0   | 3 | 0 | 1 | 2 | 0  | 2  | -2   |

### Bulgarie

#### Confrontations
Confrontations entre la Bulgarie et la Jamaïque en matchs officiels :
|   | Date            | Lieu     | Match               | Score | Compétition  |
| - | --------------- | -------- | ------------------- | ----- | ------------ |
| 1 | 28 janvier 2001 | Kingston | Jamaïque - Bulgarie | 0-0   | Match amical |

#### Bilan
| Rang | Équipe   | Pts | J | G | N | P | Bp | Bc | Diff |
| ---- | -------- | --- | - | - | - | - | -- | -- | ---- |
| 1    | Bulgarie | 1   | 1 | 0 | 1 | 0 | 0  | 0  | 0    |
| 1    | Jamaïque | 1   | 1 | 0 | 1 | 0 | 0  | 0  | 0    |

## C

### Canada

#### Confrontations
Confrontations entre la Jamaïque et le Canada en matchs officiels, :
|    | Date              | Lieu        | Match             | Score | Compétition                                                          |
| -- | ----------------- | ----------- | ----------------- | ----- | -------------------------------------------------------------------- |
| 1  | 13 mars 1985      | Montego Bay | Jamaïque - Canada | 1-1   | Match amical                                                         |
| 2  | 17 mars 1985      | Kingston    | Jamaïque - Canada | 0-0   | Match amical                                                         |
| 3  | 5 avril 1988      | Kingston    | Jamaïque - Canada | 0-4   | Match amical                                                         |
| 4  | 7 avril 1988      | Montego Bay | Jamaïque - Canada | 0-0   | Match amical                                                         |
| 5  | 3 juillet 1991    | Los Angeles | Canada - Jamaïque | 3-2   | Gold Cup 1991 (gr. A)                                                |
| 6  | 18 octobre 1992   | Kingston    | Jamaïque - Canada | 1-1   | Éliminatoires de la Coupe du monde 1994 (zone CONCACAF - 2e tour)    |
| 7  | 1er novembre 1992 | Toronto     | Canada - Jamaïque | 1-0   | Éliminatoires de la Coupe du monde 1994 (zone CONCACAF - 3e tour)    |
| 8  | 1er août 1995     | Toronto     | Canada - Jamaïque | 3-1   | Match amical                                                         |
| 9  | 27 avril 1997     | Burnaby     | Canada - Jamaïque | 0-0   | Éliminatoires de la Coupe du monde 1998 (zone CONCACAF - tour final) |
| 10 | 7 septembre 1997  | Kingston    | Jamaïque - Canada | 1-0   | Éliminatoires de la Coupe du monde 1998 (zone CONCACAF - tour final) |
| 11 | 2 septembre 1999  | Toronto     | Canada - Jamaïque | 1-0   | Match amical                                                         |
| 12 | 4 septembre 2006  | Montréal    | Canada - Jamaïque | 1-0   | Match amical                                                         |
| 13 | 8 octobre 2006    | Kingston    | Jamaïque - Canada | 2-1   | Match amical                                                         |
| 14 | 20 août 2008      | Toronto     | Canada - Jamaïque | 1-1   | Éliminatoires de la Coupe du monde 2010 (zone CONCACAF, 3e tour)     |
| 15 | 19 novembre 2008  | Kingston    | Jamaïque - Canada | 3-0   | Éliminatoires de la Coupe du monde 2010 (zone CONCACAF, 3e tour)     |
| 16 | 3 juillet 2009    | Carson      | Canada - Jamaïque | 1-0   | Gold Cup 2009 (gr. A)                                                |
| 17 | 31 janvier 2010   | Kingston    | Jamaïque - Canada | 1-0   | Match amical                                                         |
| 18 | 9 septembre 2014  | Toronto     | Canada - Jamaïque | 3-1   | Match amical                                                         |
| 19 | 11 juillet 2015   | Houston     | Jamaïque - Canada | 1-0   | Gold Cup 2015 (gr. B)                                                |
| 20 | 20 juillet 2017   | Glendale    | Jamaïque - Canada | 2-1   | Gold Cup 2017 (quart de finale)                                      |
| 21 | 2 septembre 2017  | Toronto     | Canada - Jamaïque | 2-0   | Match amical                                                         |

#### Bilan
Au 24 août 2018 :
- Total de matchs disputés : 21
- Victoires de la Jamaïque : 6
- Matchs nuls : 6
- Victoires du Canada : 9
- Total de buts marqués par la Jamaïque : 17
- Total de buts marqués par le Canada : 24

### Chili

#### Confrontations
Confrontations entre la Jamaïque et le Chili en matchs officiels.
|   | Date        | Lieu         | Match            | Score | Compétition  |
| - | ----------- | ------------ | ---------------- | ----- | ------------ |
| 1 | 5 juin 2007 | Kingston     | Jamaïque - Chili | 0-1   | Match amical |
| 2 | 27 mai 2016 | Viña del Mar | Chili - Jamaïque | 1-2   | Match amical |

#### Bilan
Au 24 août 2018 :
- Total de matchs disputés : 2
- Victoires du Chili : 1
- Victoires de la Jamaïque : 1
- Matchs nuls : 0
- Total de buts marqués par le Chili : 2
- Total de buts marqués par la Jamaïque : 2

### Chine

#### Confrontations
Confrontations entre la Chine et la Jamaïque en matchs officiels :
|   | Date         | Lieu  | Match            | Score | Compétition  |
| - | ------------ | ----- | ---------------- | ----- | ------------ |
| 1 | 10 août 2011 | Hefei | Chine - Jamaïque | 1-0   | Match amical |

#### Bilan
Au 24 août 2018 :
- Total de matchs disputés : 1
- Victoires de la Jamaïque : 0
- Matchs nuls : 0
- Victoires de la Chine : 1
- Total de buts marqués par la Jamaïque : 0
- Total de buts marqués par la Chine : 1

### Colombie

#### Confrontations
Confrontations entre la Jamaïque et la Colombie en matchs officiels.
|   | Date             | Lieu            | Match               | Score | Compétition           |
| - | ---------------- | --------------- | ------------------- | ----- | --------------------- |
| 1 | 6 août 1997      | Kingston        | Jamaïque - Colombie | 1-0   | Match amical          |
| 2 | 12 février 2000  | Miami           | Colombie - Jamaïque | 1-0   | Gold Cup 2000 (gr. A) |
| 3 | 27 mai 2000      | New York        | Colombie - Jamaïque | 3-0   | Match amical          |
| 4 | 13 juillet 2003  | Miami           | Jamaïque - Colombie | 0-1   | Gold Cup 2003 (gr. B) |
| 5 | 6 septembre 2011 | Fort Lauderdale | Colombie - Jamaïque | 2-0   | Match amical          |

#### Bilan
Au 24 août 2018 :
- Total de matchs disputés : 5
- Victoires de la Colombie : 4
- Matchs nuls : 0
- Victoires de la Jamaïque : 1
- Total de buts marqués par la Colombie : 7
- Total de buts marqués par la Jamaïque : 1

### Corée du Sud

#### Confrontations
Confrontations entre la Jamaïque et la Corée du Sud en matchs officiels.
|   | Date            | Lieu    | Match                   | Score | Compétition  |
| - | --------------- | ------- | ----------------------- | ----- | ------------ |
| 1 | 16 mai 1998     | Séoul   | Corée du Sud - Jamaïque | 2-1   | Match amical |
| 2 | 19 mai 1998     | Séoul   | Corée du Sud - Jamaïque | 0-0   | Match amical |
| 3 | 13 octobre 2015 | Séoul   | Corée du Sud - Jamaïque | 3-0   | Match amical |
| 4 | 30 janvier 2018 | Antalya | Corée du Sud - Jamaïque | 2-2   | Match amical |

#### Bilan
Au 24 août 2018 :
- Total de matchs disputés : 4
- Victoires de la Corée du Sud : 2
- Matchs nuls : 2
- Victoires de la Jamaïque : 0
- Total de buts marqués par la Corée du Sud : 7
- Total de buts marqués par la Jamaïque : 3

### Costa Rica

#### Confrontations
Confrontations en matchs officiels entre le Costa Rica et la Jamaïque :
|    | Date              | Lieu            | Match                 | Score | Compétition                                                            |
| -- | ----------------- | --------------- | --------------------- | ----- | ---------------------------------------------------------------------- |
| 1  | 24 mars 1963      | Santa Ana       | Costa Rica - Jamaïque | 6-0   | Coupe des nations de la CONCACAF 1963 (gr. B)                          |
| 2  | 11 mai 1965       | San José        | Costa Rica - Jamaïque | 7-0   | Qualifications pour la Coupe du monde 1966 (zone CONCACAF - 2e tour)   |
| 3  | 22 mai 1965       | Kingston        | Jamaïque - Costa Rica | 1-1   | Qualifications pour la Coupe du monde 1966 (zone CONCACAF - 2e tour)   |
| 4  | 27 novembre 1968  | San José        | Costa Rica - Jamaïque | 3-0   | Éliminatoires de la Coupe du monde 1970 (zone CONCACAF - 1er tour)     |
| 5  | 1er décembre 1968 | San José        | Costa Rica - Jamaïque | 3-1   | Éliminatoires de la Coupe du monde 1970 (zone CONCACAF - 1er tour)     |
| 6  | 8 décembre 1969   | San José        | Costa Rica - Jamaïque | 3-0   | Championnat de la CONCACAF 1969 (tour final)                           |
| 7  | 4 juillet 1993    | Kingston        | Jamaïque - Costa Rica | 1-1   | Match amical                                                           |
| 8  | 25 juillet 1993   | Mexico          | Jamaïque - Costa Rica | 1-1   | Gold Cup 1993 (match pour la 3e place)                                 |
| 9  | 27 septembre 1995 | Kingston        | Jamaïque - Costa Rica | 2-0   | Match amical                                                           |
| 10 | 3 septembre 1996  | Kingston        | Jamaïque - Costa Rica | 2-0   | Match amical                                                           |
| 11 | 9 octobre 1996    | San José        | Costa Rica - Jamaïque | 0-0   | Match amical                                                           |
| 12 | 11 mai 1997       | San José        | Costa Rica - Jamaïque | 3-1   | Éliminatoires de la Coupe du monde 1998 (zone CONCACAF - tour final)   |
| 13 | 14 septembre 1997 | Kingston        | Jamaïque - Costa Rica | 1-0   | Éliminatoires de la Coupe du monde 1998 (zone CONCACAF - tour final)   |
| 14 | 10 février 1999   | Kingston        | Jamaïque - Costa Rica | 1-1   | Match amical                                                           |
| 15 | 24 février 1999   | San José        | Costa Rica - Jamaïque | 9-0   | Match amical                                                           |
| 16 | 20 juin 2001      | Alajuela        | Costa Rica - Jamaïque | 2-1   | Qualification pour la Coupe du monde 2002 (zone CONCACAF - tour final) |
| 17 | 11 novembre 2001  | Kingston        | Jamaïque - Costa Rica | 0-1   | Qualification pour la Coupe du monde 2002 (zone CONCACAF - tour final) |
| 18 | 6 février 2008    | Kingston        | Jamaïque - Costa Rica | 1-1   | Match amical                                                           |
| 19 | 7 juillet 2009    | Colombus        | Jamaïque - Costa Rica | 0-1   | Gold Cup 2009 (gr. A)                                                  |
| 20 | 5 septembre 2010  | Kingston        | Jamaïque - Costa Rica | 1-0   | Match amical                                                           |
| 21 | 17 novembre 2010  | Fort Lauderdale | Jamaïque - Costa Rica | 0-0   | Match amical                                                           |
| 22 | 21 mars 2012      | Kingston        | Jamaïque - Costa Rica | 0-0   | Match amical                                                           |
| 23 | 26 mars 2013      | San José        | Costa Rica - Jamaïque | 2-0   | Éliminatoires de la Coupe du monde 2014 (zone CONCACAF, 4e tour)       |
| 24 | 10 septembre 2013 | Kingston        | Jamaïque - Costa Rica | 1-1   | Éliminatoires de la Coupe du monde 2014 (zone CONCACAF, 4e tour)       |
| 25 | 8 juillet 2015    | Carson          | Costa Rica - Jamaïque | 2-2   | Gold Cup 2015 (gr. B)                                                  |
| 26 | 25 mars 2016      | Kingston        | Jamaïque - Costa Rica | 1-1   | Éliminatoires de la Coupe du monde 2018 (zone CONCACAF, 4e tour)       |
| 27 | 29 mars 2016      | San José        | Costa Rica - Jamaïque | 3-0   | Éliminatoires de la Coupe du monde 2018 (zone CONCACAF, 4e tour)       |
| 28 | 26 mars 2019      | San José        | Costa Rica - Jamaïque | 1-0   | Match amical                                                           |

#### Bilan
Au 29 mars 2019 :
- Total de matchs disputés : 28
- Victoires du Costa Rica : 13
- Matchs nuls : 11
- Victoires de la Jamaïque : 4
- Total de buts marqués par le Costa Rica : 53
- Total de buts marqués par la Jamaïque : 18

### Croatie

#### Confrontations
Confrontations entre la Croatie et la Jamaïque en matchs officiels :
|   | Date         | Lieu | Match              | Score | Compétition                    |
| - | ------------ | ---- | ------------------ | ----- | ------------------------------ |
| 1 | 14 juin 1998 | Lens | Croatie - Jamaïque | 3-1   | Coupe du monde 1998 (groupe H) |

#### Bilan
| Rang | Équipe   | Pts | J | G | N | P | Bp | Bc | Diff |
| ---- | -------- | --- | - | - | - | - | -- | -- | ---- |
| 1    | Croatie  | 3   | 1 | 1 | 0 | 0 | 3  | 1  | +2   |
| 2    | Jamaïque | 0   | 1 | 0 | 0 | 1 | 1  | 3  | -2   |

### Cuba

#### Confrontations
Confrontations entre Cuba et la Jamaïque en matchs officiels, :
|    | Date             | Lieu           | Match           | Score | Compétition                                                           |
| -- | ---------------- | -------------- | --------------- | ----- | --------------------------------------------------------------------- |
| 1  | 16 mars 1930     | La Havane      | Cuba - Jamaïque | 3-1   | Jeux d'Amérique centrale et des Caraïbes de 1930 (tour final)         |
| 2  | 9 juin 1948      | Kingston       | Jamaïque - Cuba | 3-0   | Match amical                                                          |
| 3  | 12 juin 1948     | Kingston       | Jamaïque - Cuba | 1-1   | Match amical                                                          |
| 4  | 18 décembre 1949 | Port-au-Prince | Cuba - Jamaïque | 2-5   | Match amical                                                          |
| 5  | 24 août 1962     | Kingston       | Jamaïque - Cuba | 6-1   | Jeux d'Amérique centrale et des Caraïbes de 1962 (tour final)         |
| 6  | 16 janvier 1965  | Kingston       | Jamaïque - Cuba | 2-0   | Qualifications pour la Coupe du monde 1966 (zone CONCACAF - 1er tour) |
| 7  | 8 février 1965   | La Havane      | Cuba - Jamaïque | 2-1   | Qualifications pour la Coupe du monde 1966 (zone CONCACAF - 1er tour) |
| 8  | 12 juin 1966     | San Juan       | Cuba - Jamaïque | 7-0   | Jeux d'Amérique centrale et des Caraïbes de 1966 (tour final)         |
| 9  | 14 janvier 1967  | Kingston       | Jamaïque - Cuba | 2-1   | Coupe des nations de la CONCACAF 1967 (qualifications)                |
| 10 | 1er octobre 1971 | Kingston       | Jamaïque - Cuba | 0-1   | Coupe des nations de la CONCACAF 1971 (tour préliminaire)             |
| 11 | 4 octobre 1971   | La Havane      | Cuba - Jamaïque | 0-0   | Coupe des nations de la CONCACAF 1971 (tour préliminaire)             |
| 12 | 2 avril 1972     | Kingston       | Jamaïque - Cuba | 2-0   | Match amical                                                          |
| 13 | 15 août 1976     | Kingston       | Jamaïque - Cuba | 1-3   | Coupe des nations de la CONCACAF 1977 (tour préliminaire)             |
| 14 | 29 août 1976     | La Havane      | Cuba - Jamaïque | 2-0   | Coupe des nations de la CONCACAF 1977 (tour préliminaire)             |
| 15 | 29 avril 1987    | Kingston       | Jamaïque - Cuba | 2-0   | Match amical                                                          |
| 16 | 22 juin 1992     | Port-d'Espagne | Cuba - Jamaïque | 0-0   | Coupe caribéenne des nations 1992 (gr. B)                             |
| 17 | 12 mars 1995     | Kingston       | Jamaïque - Cuba | 0-0   | Match amical                                                          |
| 18 | 21 juillet 1995  | Montego Bay    | Jamaïque - Cuba | 1-2   | Coupe caribéenne des nations 1995 (gr. B)                             |
| 19 | 14 janvier 1996  | Kingston       | Jamaïque - Cuba | 1-1   | Match amical                                                          |
| 20 | 29 juin 1997     | Kingston       | Jamaïque - Cuba | 3-0   | Match amical                                                          |
| 21 | 10 juin 1999     | Port-d'Espagne | Jamaïque - Cuba | 0-2   | Coupe caribéenne des nations 1999 (demi-finale)                       |
| 22 | 2 juillet 2000   | Kingston       | Jamaïque - Cuba | 1-1   | Match amical                                                          |
| 23 | 10 juin 2001     | Kingston       | Jamaïque - Cuba | 4-1   | Match amical                                                          |
| 24 | 20 juillet 2001  | La Havane      | Cuba - Jamaïque | 0-0   | Match amical                                                          |
| 25 | 11 mars 2003     | La Havane      | Cuba - Jamaïque | 0-0   | Match amical                                                          |
| 26 | 13 mars 2003     | La Havane      | Cuba - Jamaïque | 1-0   | Match amical                                                          |
| 27 | 7 juin 2003      | Kingston       | Jamaïque - Cuba | 1-2   | Match amical                                                          |
| 28 | 24 février 2005  | Bridgetown     | Cuba - Jamaïque | 0-1   | Coupe caribéenne des nations 2005 (tour final)                        |
| 29 | 22 février 2012  | Kingston       | Jamaïque - Cuba | 1-0   | Match amical                                                          |
| 30 | 24 février 2012  | Montego Bay    | Jamaïque - Cuba | 3-0   | Match amical                                                          |
| 31 | 12 décembre 2012 | Saint John's   | Jamaïque - Cuba | 0-1   | Coupe caribéenne des nations 2012 (gr. B)                             |
| 32 | 30 mars 2015     | Montego Bay    | Jamaïque - Cuba | 3-0   | Match amical                                                          |
| 33 | 5 Septembre 2024 | Kingston       | Jamaïque - Cuba |       | LIGUE DES NATIONS DE LA CONCACAF                                      |
| 34 |                  |                |                 |       |                                                                       |

#### Bilan
Au 24 août 2018 :
- Total de matchs disputés : 32
- Victoires de la Jamaïque : 13
- Matchs nuls : 8
- Victoires de Cuba : 11
- Total de buts marqués par la Jamaïque : 45
- Total de buts marqués par Cuba : 34

### Curaçao

#### Confrontations
Confrontations entre Curaçao et la Jamaïque en matchs officiels :
|   | Date           | Lieu           | Match              | Score | Compétition                                |
| - | -------------- | -------------- | ------------------ | ----- | ------------------------------------------ |
| 1 | 25 juin 2017   | Fort-de-France | Curaçao - Jamaïque | 2-1   | Coupe caribéenne des nations 2017 (finale) |
| 2 | 9 juillet 2017 | San Diego      | Curaçao - Jamaïque | 0-2   | Gold Cup 2017 (gr. C)                      |
| 3 | 25 juin 2019   | Los Angeles    | Jamaïque - Curaçao | 1-1   | Gold Cup 2019 (gr. C)                      |

#### Bilan
Au 27 juin 2019 :
- Total de matchs disputés : 3
- Victoires de la Jamaïque : 1
- Matchs nuls : 1
- Victoires de Curaçao : 1
- Total de buts marqués par la Jamaïque : 4
- Total de buts marqués par Curaçao : 3

## D

### Dominique

#### Confrontations
Confrontations entre la Dominique et la Jamaïque en matchs officiels :
|   | Date       | Lieu   | Match                | Score | Compétition                                                        |
| - | ---------- | ------ | -------------------- | ----- | ------------------------------------------------------------------ |
| 1 | 3 mai 1989 | Roseau | Dominique - Jamaïque | 1-1   | Qualification pour la Coupe caribéenne des nations 1989 (groupe C) |

#### Bilan
| Rang | Équipe    | Pts | J | G | N | P | Bp | Bc | Diff |
| ---- | --------- | --- | - | - | - | - | -- | -- | ---- |
| 1    | Dominique | 1   | 1 | 0 | 1 | 0 | 1  | 1  | 0    |
| 1    | Jamaïque  | 1   | 1 | 0 | 1 | 0 | 1  | 1  | 0    |

## E

### Égypte

#### Confrontations
Confrontations entre l'Égypte et la Jamaïque en matchs officiels :
|   | Date        | Lieu    | Match             | Score | Compétition  |
| - | ----------- | ------- | ----------------- | ----- | ------------ |
| 1 | 4 juin 2014 | Londres | Jamaïque - Égypte | 2-2   | Match amical |

#### Bilan
| Rang | Équipe   | Pts | J | G | N | P | Bp | Bc | Diff |
| ---- | -------- | --- | - | - | - | - | -- | -- | ---- |
| 1    | Égypte   | 1   | 1 | 0 | 1 | 0 | 2  | 2  | 0    |
| 1    | Jamaïque | 1   | 1 | 0 | 1 | 0 | 2  | 2  | 0    |

### Équateur

#### Confrontations
Confrontations entre la Jamaïque et l'Équateur en matchs officiels.
|   | Date             | Lieu            | Match               | Score | Compétition               |
| - | ---------------- | --------------- | ------------------- | ----- | ------------------------- |
| 1 | 4 octobre 1996   | Quito           | Équateur - Jamaïque | 2-1   | Match amical              |
| 2 | 12 août 2009     | East Rutherford | Équateur - Jamaïque | 0-0   | Match amical              |
| 3 | 2 septembre 2011 | Quito           | Équateur - Jamaïque | 5-2   | Match amical              |
| 4 | 7 septembre 2018 | Harrison        | Équateur - Jamaïque | 2-0   | Match amical              |
| 5 | 26 Juin 2024     | Paradise        | Équateur - Jamaïque | 3-1   | Copa America 2024 (Tour1) |

#### Bilan
- Total de matchs disputés : 5
- Victoires de l'Équateur :4
- Victoires de la Jamaïque : 0
- Matchs nuls : 1
- Total de buts marqués par l'Équateur : 12
- Total de buts marqués par la Jamaïque : 4

### États-Unis

#### Confrontations
Confrontations entre les États-Unis et la Jamaïque en matchs officiels :
| #  | Date              | Lieu            | Match                 | Score | Compétition                                                          |
| -- | ----------------- | --------------- | --------------------- | ----- | -------------------------------------------------------------------- |
| 1  | 24 juillet 1988   | Kingston        | Jamaïque - États-Unis | 0-0   | Coupe des nations de la CONCACAF 1989 (tour préliminaire)            |
| 2  | 13 août 1988      | Saint-Louis     | États-Unis - Jamaïque | 5-1   | Coupe des nations de la CONCACAF 1989 (tour préliminaire)            |
| 3  | 14 août 1991      | High Point      | États-Unis - Jamaïque | 1-0   | Match amical                                                         |
| 4  | 10 juillet 1993   | Dallas          | États-Unis - Jamaïque | 1-0   | Gold Cup 1993 (gr. A)                                                |
| 5  | 7 novembre 1993   | Fullerton       | États-Unis - Jamaïque | 1-0   | Match amical                                                         |
| 6  | 22 novembre 1994  | Kingston        | Jamaïque - États-Unis | 0-3   | Match amical                                                         |
| 7  | 2 mars 1997       | Kingston        | Jamaïque - États-Unis | 0-0   | Éliminatoires de la Coupe du monde 1998 (zone CONCACAF - tour final) |
| 8  | 3 octobre 1997    | Washington      | États-Unis - Jamaïque | 1-1   | Éliminatoires de la Coupe du monde 1998 (zone CONCACAF - tour final) |
| 9  | 8 septembre 1999  | Kingston        | Jamaïque - États-Unis | 2-2   | Match amical                                                         |
| 10 | 16 juin 2001      | Kingston        | Jamaïque - États-Unis | 0-0   | Éliminatoires de la Coupe du monde 2002 (zone CONCACAF - tour final) |
| 11 | 7 octobre 2001    | Foxborough      | États-Unis - Jamaïque | 2-1   | Éliminatoires de la Coupe du monde 2002 (zone CONCACAF - tour final) |
| 12 | 16 mai 2002       | East Rutherford | États-Unis - Jamaïque | 5-0   | Match amical                                                         |
| 13 | 12 février 2003   | Kingston        | Jamaïque - États-Unis | 1-2   | Match amical                                                         |
| 14 | 18 août 2004      | Kingston        | Jamaïque - États-Unis | 1-1   | Éliminatoires de la Coupe du monde 2006 (zone CONCACAF - 3e tour)    |
| 15 | 17 novembre 2004  | Columbus        | États-Unis - Jamaïque | 1-1   | Éliminatoires de la Coupe du monde 2006 (zone CONCACAF - 3e tour)    |
| 16 | 16 juillet 2005   | Foxborough      | États-Unis - Jamaïque | 3-1   | Gold Cup 2005 (quart de finale)                                      |
| 17 | 11 avril 2006     | Cary            | États-Unis - Jamaïque | 1-1   | Match amical                                                         |
| 18 | 19 juin 2011      | Washington      | États-Unis - Jamaïque | 2-0   | Gold Cup 2011 (quart de finale)                                      |
| 19 | 7 septembre 2012  | Kingston        | Jamaïque - États-Unis | 2-1   | Éliminatoires de la Coupe du monde 2014 (zone CONCACAF, 3e tour)     |
| 20 | 11 septembre 2012 | Columbus        | États-Unis - Jamaïque | 1-0   | Éliminatoires de la Coupe du monde 2014 (zone CONCACAF, 3e tour)     |
| 21 | 7 juin 2013       | Kingston        | Jamaïque - États-Unis | 1-2   | Éliminatoires de la Coupe du monde 2014 (zone CONCACAF, 4e tour)     |
| 22 | 11 octobre 2013   | Kansas City     | États-Unis - Jamaïque | 2-0   | Éliminatoires de la Coupe du monde 2014 (zone CONCACAF, 4e tour)     |
| 23 | 22 juillet 2015   | Atlanta         | États-Unis - Jamaïque | 1-2   | Gold Cup 2015 (demi-finale)                                          |
| 24 | 3 février 2017    | Chattanooga     | États-Unis - Jamaïque | 1-0   | Match amical                                                         |
| 25 | 26 juillet 2017   | Santa Clara     | États-Unis - Jamaïque | 2-1   | Gold Cup 2017 (finale)                                               |
| 26 | 5 juin 2019       | Washington      | États-Unis - Jamaïque | 0-1   | Match amical                                                         |
| 27 | 3 juillet 2019    | Nashville       | États-Unis - Jamaïque | 3-1   | Gold Cup 2019 (demi-finale)                                          |

#### Bilan
Au 4 juillet 2019 :
- Total de matchs disputés : 27
- Victoires de la Jamaïque : 3
- Matchs nuls : 8
- Victoires des États-Unis : 16
- Total de buts marqués par la Jamaïque : 18
- Total de buts marqués par les États-Unis : 44

## F

### France

#### Confrontations
Confrontations entre la France et la Jamaïque en matchs officiels :
|   | Date        | Lieu              | Match             | Score | Compétition  |
| - | ----------- | ----------------- | ----------------- | ----- | ------------ |
| 1 | 8 juin 2014 | Villeneuve-d'Ascq | France - Jamaïque | 8-0   | Match amical |

#### Bilan
| Rang | Équipe   | Pts | J | G | N | P | Bp | Bc | Diff |
| ---- | -------- | --- | - | - | - | - | -- | -- | ---- |
| 1    | France   | 3   | 1 | 1 | 0 | 0 | 8  | 0  | +8   |
| 2    | Jamaïque | 0   | 1 | 0 | 0 | 1 | 0  | 8  | -8   |

## G

### Ghana

#### Confrontations
Confrontations entre le Ghana et la Jamaïque en matchs officiels :
|   | Date        | Lieu      | Match            | Score | Compétition  |
| - | ----------- | --------- | ---------------- | ----- | ------------ |
| 1 | 7 août 1999 | Accra     | Ghana - Jamaïque | 2-1   | Match amical |
| 2 | 9 mai 2006  | Leicester | Jamaïque - Ghana | 1-4   | Match amical |

#### Bilan
Au 24 août 2018 :
- Total de matchs disputés : 2
- Victoires du Ghana : 2
- Matchs nuls : 0
- Victoires de la Jamaïque : 0
- Total de buts marqués par le Ghana : 6
- Total de buts marqués par la Jamaïque : 2

### Grenade

#### Confrontations
Confrontations entre la Grenade et la Jamaïque en matchs officiels :
|    | Date             | Lieu           | Match              | Score      | Compétition                                                       |
| -- | ---------------- | -------------- | ------------------ | ---------- | ----------------------------------------------------------------- |
| 1  | 29 juillet 1990  | Port-d'Espagne | Grenade - Jamaïque | 0-0        | Coupe caribéenne des nations 1990 (groupe A)                      |
| 2  | 4 juillet 1997   | Saint John's   | Grenade - Jamaïque | 1-1        | Coupe caribéenne des nations 1997 (groupe B)                      |
| 3  | 13 juillet 1997  | Basseterre     | Jamaïque - Grenade | 4-1        | Coupe caribéenne des nations 1997 (match pour la troisième place) |
| 4  | 1er août 2001    | Saint-Georges  | Grenade - Jamaïque | 2-0        | Match amical                                                      |
| 5  | 2 août 2002      | Saint-Georges  | Grenade - Jamaïque | 0-1        | Match amical                                                      |
| 6  | 13 novembre 2002 | Saint-Georges  | Grenade - Jamaïque | 1-4        | Qualification pour la Gold Cup 2003 (groupe C)                    |
| 7  | 10 juin 2008     | Saint-Georges  | Grenade - Jamaïque | 2-1        | Match amical                                                      |
| 8  | 5 décembre 2008  | Montego Bay    | Jamaïque - Grenade | 4-0        | Coupe caribéenne des nations 2008 (groupe J)                      |
| 9  | 14 décembre 2008 | Kingston       | Jamaïque - Grenade | 2-0        | Coupe caribéenne des nations 2008 (finale)                        |
| 10 | 3 décembre 2010  | Fort-de-France | Jamaïque - Grenade | 2-1 (a.p.) | Coupe caribéenne des nations 2010 (demi-finale)                   |
| 11 | 6 juin 2011      | Carson         | Jamaïque - Grenade | 4-0        | Gold Cup 2011 (groupe B)                                          |
| 12 | 17 août 2018     | Saint-Georges  | Grenade - Jamaïque | 1-5        | Match amical                                                      |

#### Bilan
Au 24 août 2018 :
- Total de matchs disputés : 12
- Victoires de la Grenade : 2
- Matchs nuls : 1
- Victoires de la Jamaïque : 9
- Total de buts marqués par la Grenade : 10
- Total de buts marqués par la Jamaïque : 20

### Guadeloupe

#### Confrontations
Confrontations entre la Guadeloupe et la Jamaïque en matchs officiels, :
|    | Date             | Lieu           | Match                 | Score                | Compétition                                           |
| -- | ---------------- | -------------- | --------------------- | -------------------- | ----------------------------------------------------- |
| 1  | 13 juin 1966     | Port-au-Prince | Jamaïque - Guadeloupe | 0-0                  | Match amical                                          |
| 2  | 2 juillet 1978   | Pointe-à-Pitre | Guadeloupe - Jamaïque | 1-0                  | Coupe caribéenne des nations 1978 (tour préliminaire) |
| 3  | 30 juillet 1978  | Kingston       | Jamaïque - Guadeloupe | 1-2                  | Coupe caribéenne des nations 1978 (tour préliminaire) |
| 4  | 7 mai 1989       | Kingston       | Jamaïque - Guadeloupe | 0-3                  | Coupe caribéenne des nations 1989 (qualifications)    |
| 5  | 30 mai 1990      | Pointe-à-Pitre | Guadeloupe - Jamaïque | 0-0                  | Coupe caribéenne des nations 1990 (qualifications)    |
| 6  | 19 juin 1992     | Port-d'Espagne | Jamaïque - Guadeloupe | 1-0                  | Coupe caribéenne des nations 1992 (groupe 2)          |
| 7  | 5 juin 1999      | Port-d'Espagne | Jamaïque - Guadeloupe | 5-1                  | Coupe caribéenne des nations 1999 (groupe A)          |
| 8  | 11 novembre 2002 | Saint-Georges  | Jamaïque - Guadeloupe | 2-0                  | Qualification pour la Gold Cup 2003 (groupe C)        |
| 9  | 11 décembre 2008 | Kingston       | Jamaïque - Guadeloupe | 2-0                  | Coupe caribéenne des nations 2008 (demi-finale)       |
| 10 | 29 novembre 2010 | Rivière-Pilote | Guadeloupe - Jamaïque | 0-2                  | Coupe caribéenne des nations 2010 (groupe B)          |
| 11 | 5 décembre 2010  | Fort-de-France | Guadeloupe - Jamaïque | 1-1 (4-5 aux t.a.b.) | Coupe caribéenne des nations 2010 (finale)            |

#### Bilan
Au 24 août 2018 :
- Total de matchs disputés : 11
- Victoires de la Guadeloupe : 3
- Matchs nuls : 3
- Victoires de la Jamaïque : 5
- Total de buts marqués par la Guadeloupe : 8
- Total de buts marqués par la Jamaïque : 15

### Guatemala

#### Confrontations
Confrontations entre le Guatemala et la Jamaïque en matchs officiels :
|    | Date             | Lieu            | Match                | Score | Compétition                                                      |
| -- | ---------------- | --------------- | -------------------- | ----- | ---------------------------------------------------------------- |
| 1  | 24 novembre 1969 | San José        | Guatemala - Jamaïque | 0-0   | Championnat de la CONCACAF 1969 (tour final)                     |
| 2  | 3 mars 1996      | Kingston        | Jamaïque - Guatemala | 2-0   | Match amical                                                     |
| 3  | 8 février 1998   | Los Angeles     | Guatemala - Jamaïque | 2-3   | Gold Cup 1998 (gr. A)                                            |
| 4  | 7 mars 1999      | Guatemala       | Guatemala - Jamaïque | 2-4   | Match amical                                                     |
| 5  | 31 octobre 2002  | Guatemala       | Guatemala - Jamaïque | 1-1   | Match amical                                                     |
| 6  | 15 juillet 2003  | Miami           | Guatemala - Jamaïque | 0-2   | Gold Cup 2003 (gr. B)                                            |
| 7  | 2 octobre 2004   | Fort Lauderdale | Jamaïque - Guatemala | 2-2   | Match amical                                                     |
| 8  | 20 avril 2005    | Atlanta         | Jamaïque - Guatemala | 1-0   | Match amical                                                     |
| 9  | 8 juillet 2005   | Carson          | Guatemala - Jamaïque | 3-4   | Gold Cup 2005 (gr. C)                                            |
| 10 | 1er octobre 2005 | Fort Lauderdale | Jamaïque - Guatemala | 2-1   | Match amical                                                     |
| 11 | 21 novembre 2007 | Kingston        | Jamaïque - Guatemala | 2-0   | Match amical                                                     |
| 12 | 10 juin 2011     | Miami           | Jamaïque - Guatemala | 2-0   | Gold Cup 2011 (gr. B)                                            |
| 13 | 8 juin 2012      | Kingston        | Jamaïque - Guatemala | 2-1   | Éliminatoires de la Coupe du monde 2014 (zone CONCACAF, 3e tour) |
| 14 | 12 octobre 2012  | Guatemala       | Guatemala - Jamaïque | 2-1   | Éliminatoires de la Coupe du monde 2014 (zone CONCACAF, 3e tour) |
| 15 | 9 juillet 2023   | Cincinnati      | Guatemala - Jamaïque | 0-1   | Gold Cup 2023                                                    |
| 16 | 10 Juin 2025     | Kingston        | Jamaïque - Guatemala |       | QUALIF. COUPE DU MONDE 2026                                      |

#### Bilan
- Total de matchs disputés : 16
- Victoires du Guatemala : 1
- Matchs nuls : 3
- Victoires de la Jamaïque : 11
- Total de buts marqués par le Guatemala : 14
- Total de buts marqués par la Jamaïque : 29

### Guyana et Guyane britannique

#### Confrontations
Confrontations entre la Guyane britannique puis le Guyana et la Jamaïque en matchs officiels, :
|    | Date              | Lieu           | Match                         | Score    | Compétition                                                     |
| -- | ----------------- | -------------- | ----------------------------- | -------- | --------------------------------------------------------------- |
| 1  | 6 novembre 1947   | Port-d'Espagne | Guyane britannique - Jamaïque | 2-0      | Match amical                                                    |
| 2  | 10 novembre 1947  | Port-d'Espagne | Guyane britannique - Jamaïque | 0-0      | Match amical                                                    |
| 3  | 1er mars 1959     | Port-d'Espagne | Guyane britannique - Jamaïque | 2-2      | Match amical                                                    |
| 4  | 4 novembre 1973   | Georgetown     | Guyana - Jamaïque             | 2-1      | Match amical                                                    |
| 5  | 23 mai 1991       | Kingston       | Jamaïque - Guyana             | 6-0      | Coupe caribéenne des nations 1991 (gr. A)                       |
| 6  | 1er décembre 2010 | Rivière-Pilote | Jamaïque - Guyana             | 4-0      | Coupe caribéenne des nations 2010 (gr. I)                       |
| 7  | 18 mai 2012       | Montego Bay    | Jamaïque - Guyana             | 1-0      | Match amical                                                    |
| 8  | 11 octobre 2016   | Providence     | Guyana - Jamaïque             | 2-4 (ap) | Éliminatoires de la Coupe caribéenne des nations 2017 (3e tour) |
| 9  | 9 septembre 2019  | Leonora        | Guyana - Jamaïque             | 0-4      | Ligue des nations de la CONCACAF 2019-2020 (Ligue B - gr. C)    |
| 10 | 18 novembre 2019  | Montego Bay    | Jamaïque - Guyana             | 1-1      | Ligue des nations de la CONCACAF 2019-2020 (Ligue B - gr. C)    |

#### Bilan
Au 22 novembre 2019 :
- Total de matchs disputés : 10
- Victoires du Guyana : 2
- Matchs nuls : 3
- Victoires de la Jamaïque : 5
- Total de buts marqués par le Guyana : 9
- Total de buts marqués par la Jamaïque : 23

### Guyane française

#### Confrontations
Confrontations entre la Guyane et la Jamaïque en matchs officiels :
|   | Date            | Lieu           | Match                       | Score           | Compétition                                                              |
| - | --------------- | -------------- | --------------------------- | --------------- | ------------------------------------------------------------------------ |
| 1 | 8 janvier 2005  | Kingston       | Jamaïque - Guyane française | 5-0             | Coupe caribéenne des nations 2005 (tour préliminaire)                    |
| 2 | 15 janvier 2005 | Cayenne        | Guyane française - Jamaïque | 0-0             | Qualification pour la coupe caribéenne des nations 2005 (troisième tour) |
| 3 | 8 décembre 2012 | Saint John's   | Jamaïque - Guyane française | 1-2             | Coupe caribéenne des nations 2012 (gr. B)                                |
| 4 | 22 juin 2017    | Fort-de-France | Jamaïque - Guyane française | 1-1 (tab : 4-2) | Coupe caribéenne des nations 2017 (demi-finale)                          |

#### Bilan
Au 24 août 2018 :
- Total de matchs disputés : 4
- Victoires de la Guyane : 1
- Matchs nuls : 2
- Victoires de la Jamaïque : 1
- Total de buts marqués par la Guyane : 3
- Total de buts marqués par la Jamaïque : 7

## H

### Haïti

#### Confrontations
Confrontations entre Haïti et la Jamaïque en matchs officiels, :
|    | Date             | Lieu            | Match            | Score | Compétition                                                       |
| -- | ---------------- | --------------- | ---------------- | ----- | ----------------------------------------------------------------- |
| 1  | 22 mars 1925     | Port-au-Prince  | Haïti - Jamaïque | 1-2   | Match amical                                                      |
| 2  | 26 mars 1925     | Port-au-Prince  | Haïti - Jamaïque | 0-3   | Match amical                                                      |
| 3  | 29 mars 1925     | Port-au-Prince  | Haïti - Jamaïque | 0-1   | Match amical                                                      |
| 4  | 20 novembre 1926 | Kingston        | Jamaïque - Haïti | 6-0   | Match amical                                                      |
| 5  | 13 mars 1932     | Port-au-Prince  | Haïti - Jamaïque | 4-1   | Match amical                                                      |
| 6  | 20 mars 1932     | Port-au-Prince  | Haïti - Jamaïque | 0-1   | Match amical                                                      |
| 7  | 13 mars 1938     | Port-au-Prince  | Haïti - Jamaïque | 5-2   | Match amical                                                      |
| 8  | 17 mars 1938     | Port-au-Prince  | Haïti - Jamaïque | 2-0   | Match amical                                                      |
| 9  | 20 mars 1938     | Port-au-Prince  | Haïti - Jamaïque | 2-0   | Match amical                                                      |
| 10 | 11 octobre 1948  | Kingston        | Jamaïque - Haïti | 1-0   | Match amical                                                      |
| 11 | 13 octobre 1948  | Kingston        | Jamaïque - Haïti | 1-2   | Match amical                                                      |
| 12 | 16 octobre 1948  | Kingston        | Jamaïque - Haïti | 3-0   | Match amical                                                      |
| 13 | 19 décembre 1949 | Port-au-Prince  | Haïti - Jamaïque | 2-0   | Match amical                                                      |
| 14 | 14 octobre 1950  | Kingston        | Jamaïque - Haïti | 2-1   | Match amical                                                      |
| 15 | 26 décembre 1951 | Kingston        | Jamaïque - Haïti | 2-2   | Match amical                                                      |
| 16 | 27 décembre 1951 | Kingston        | Jamaïque - Haïti | 0-1   | Match amical                                                      |
| 17 | 29 décembre 1951 | Kingston        | Jamaïque - Haïti | 2-1   | Match amical                                                      |
| 18 | 19 juillet 1952  | Port-au-Prince  | Haïti - Jamaïque | 4-1   | Match amical                                                      |
| 19 | 20 juillet 1952  | Port-au-Prince  | Haïti - Jamaïque | 3-3   | Match amical                                                      |
| 20 | 23 juillet 1952  | Port-au-Prince  | Haïti - Jamaïque | 2-0   | Match amical                                                      |
| 21 | 27 juillet 1952  | Port-au-Prince  | Haïti - Jamaïque | 3-2   | Match amical                                                      |
| 22 | 14 novembre 1953 | Port-au-Prince  | Haïti - Jamaïque | 4-1   | Match amical                                                      |
| 23 | 21 novembre 1953 | Port-au-Prince  | Haïti - Jamaïque | 1-0   | Match amical                                                      |
| 24 | 19 mai 1962      | Kingston        | Jamaïque - Haïti | 3-4   | Match amical                                                      |
| 25 | 21 mai 1962      | Kingston        | Jamaïque - Haïti | 1-3   | Match amical                                                      |
| 26 | 23 mai 1962      | Kingston        | Jamaïque - Haïti | 2-5   | Match amical                                                      |
| 27 | 23 février 1963  | Kingston        | Jamaïque - Haïti | 3-2   | Match amical                                                      |
| 28 | 6 mars 1963      | Kingston        | Jamaïque - Haïti | 0-3   | Match amical                                                      |
| 29 | 22 juin 1966     | Port-au-Prince  | Haïti - Jamaïque | 3-0   | Match amical                                                      |
| 30 | 21 janvier 1967  | Kingston        | Jamaïque - Haïti | 0-1   | Coupe des nations de la CONCACAF 1967 (tournoi qualificatif)      |
| 31 | 6 février 1969   | Port-au-Prince  | Haïti - Jamaïque | 1-2   | Match amical                                                      |
| 32 | 8 février 1969   | Port-au-Prince  | Haïti - Jamaïque | 3-0   | Match amical                                                      |
| 33 | 30 août 1974     | New York        | Haïti - Jamaïque | 0-1   | Match amical                                                      |
| 34 | 2 février 1975   | Kingston        | Jamaïque - Haïti | 1-0   | Match amical                                                      |
| 35 | 5 février 1975   | Kingston        | Jamaïque - Haïti | 0-1   | Match amical                                                      |
| 36 | 22 février 1975  | Port-au-Prince  | Haïti - Jamaïque | 0-1   | Match amical                                                      |
| 37 | 25 février 1975  | Port-au-Prince  | Haïti - Jamaïque | 3-2   | Match amical                                                      |
| 38 | 28 octobre 1979  | Port-au-Prince  | Haïti - Jamaïque | 3-0   | Coupe caribéenne des nations 1979 (tour préliminaire)             |
| 39 | 2 novembre 1979  | Kingston        | Jamaïque - Haïti | 0-4   | Coupe caribéenne des nations 1979 (tour préliminaire)             |
| 40 | 29 avril 1984    | Kingston        | Jamaïque - Haïti | 0-1   | Match amical                                                      |
| 41 | 5 mai 1991       | Kingston        | Jamaïque - Haïti | 2-1   | Match amical                                                      |
| 42 | 6 mai 1991       | Savanna-la-Mar  | Jamaïque - Haïti | 2-1   | Match amical                                                      |
| 43 | 18 octobre 1997  | Port-au-Prince  | Haïti - Jamaïque | 0-1   | Match amical                                                      |
| 44 | 26 juillet 1998  | Kingston        | Jamaïque - Haïti | 2-1   | Coupe caribéenne des nations 1998 (gr. B)                         |
| 45 | 30 mars 2003     | Kingston        | Jamaïque - Haïti | 3-0   | Gold Cup 2003 (tournoi qualificatif Caraïbes) (tour final)        |
| 46 | 12 juin 2004     | Miami           | Haïti - Jamaïque | 1-1   | Éliminatoires de la Coupe du monde 2006 (zone CONCACAF - 2e tour) |
| 47 | 20 juin 2004     | Kingston        | Jamaïque - Haïti | 3-0   | Éliminatoires de la Coupe du monde 2006 (zone CONCACAF - 2e tour) |
| 48 | 28 novembre 2004 | Kingston        | Jamaïque - Haïti | 3-1   | Coupe caribéenne des nations 2005 (tour préliminaire)             |
| 49 | 1er octobre 2006 | Kingston        | Jamaïque - Haïti | 2-0   | Coupe caribéenne des nations 2007 (qualifications - 1er tour)     |
| 50 | 23 mai 2009      | Fort Lauderdale | Jamaïque - Haïti | 2-2   | Match amical                                                      |
| 51 | 16 novembre 2014 | Montego Bay     | Jamaïque - Haïti | 2-0   | Coupe caribéenne des nations 2014 (gr. B)                         |
| 52 | 18 juillet 2015  | Baltimore       | Haïti - Jamaïque | 0-1   | Gold Cup 2015 (quart de finale)                                   |
| 53 | 17 novembre 2015 | Port-au-Prince  | Haïti - Jamaïque | 0-1   | Éliminatoires de la Coupe du monde 2018 (zone CONCACAF, 4e tour)  |
| 54 | 6 septembre 2016 | Kingston        | Jamaïque - Haïti | 0-2   | Éliminatoires de la Coupe du monde 2018 (zone CONCACAF, 4e tour)  |

#### Bilan
Au 24 août 2018 :
- Total de matchs disputés : 54
- Victoires d'Haïti : 25
- Matchs nuls : 4
- Victoires de la Jamaïque : 25
- Total de buts marqués par Haïti : 85
- Total de buts marqués par la Jamaïque : 75

### Honduras

#### Confrontations
Confrontations en matchs officiels entre la Jamaïque et le Honduras, :
|    | Date              | Lieu           | Match               | Score | Compétition                                                            |
| -- | ----------------- | -------------- | ------------------- | ----- | ---------------------------------------------------------------------- |
| 1  | 18 mars 1930      | La Havane      | Honduras - Jamaïque | 5-1   | Jeux d'Amérique centrale et des Caraïbes de 1930 (gr. A)               |
| 2  | 5 décembre 1968   | Tegucigalpa    | Honduras - Jamaïque | 3-1   | Éliminatoires de la Coupe du monde 1970 (zone CONCACAF - 1er tour)     |
| 3  | 8 décembre 1968   | Tegucigalpa    | Honduras - Jamaïque | 2-0   | Éliminatoires de la Coupe du monde 1970 (zone CONCACAF - 1er tour)     |
| 4  | 30 juin 1991      | Los Angeles    | Honduras - Jamaïque | 5-0   | Gold Cup 1991 (gr. A)                                                  |
| 5  | 22 septembre 1992 | Tegucigalpa    | Honduras - Jamaïque | 5-1   | Match amical                                                           |
| 6  | 24 septembre 1992 | San Pedro Sula | Honduras - Jamaïque | 7-0   | Match amical                                                           |
| 7  | 14 juillet 1993   | Dallas         | Jamaïque - Honduras | 3-1   | Gold Cup 1993 (gr. A)                                                  |
| 8  | 18 octobre 1995   | Kingston       | Jamaïque - Honduras | 1-0   | Match amical                                                           |
| 9  | 15 septembre 1996 | Kingston       | Jamaïque - Honduras | 3-0   | Éliminatoires de la Coupe du monde 1998 (zone CONCACAF - 2e tour)      |
| 10 | 26 octobre 1996   | San Pedro Sula | Honduras - Jamaïque | 0-0   | Éliminatoires de la Coupe du monde 1998 (zone CONCACAF - 2e tour)      |
| 11 | 14 février 2000   | Miami          | Honduras - Jamaïque | 2-0   | Gold Cup 2000 (gr. A)                                                  |
| 12 | 23 juillet 2000   | Kingston       | Jamaïque - Honduras | 3-1   | Qualification pour la Coupe du monde 2002 (zone CONCACAF - 2e tour)    |
| 13 | 8 octobre 2000    | Tegucigalpa    | Honduras - Jamaïque | 1-0   | Qualification pour la Coupe du monde 2002 (zone CONCACAF - 2e tour)    |
| 14 | 25 avril 2001     | Kingston       | Jamaïque - Honduras | 1-1   | Qualification pour la Coupe du monde 2002 (zone CONCACAF - tour final) |
| 15 | 5 septembre 2001  | Tegucigalpa    | Honduras - Jamaïque | 1-0   | Qualification pour la Coupe du monde 2002 (zone CONCACAF - tour final) |
| 16 | 31 mars 2004      | Kingston       | Jamaïque - Honduras | 2-2   | Match amical                                                           |
| 17 | 4 juin 2005       | Atlanta        | Jamaïque - Honduras | 0-0   | Match amical                                                           |
| 18 | 19 septembre 2008 | San Pedro Sula | Honduras - Jamaïque | 2-0   | Éliminatoires de la Coupe du monde 2010 : zone CONCACAF (3e tour)      |
| 19 | 15 octobre 2008   | Kingston       | Jamaïque - Honduras | 1-0   | Éliminatoires de la Coupe du monde 2010 : zone CONCACAF (3e tour)      |
| 20 | 13 juin 2011      | Harrison       | Honduras - Jamaïque | 0-1   | Gold Cup 2011 (gr. B)                                                  |
| 21 | 11 octobre 2011   | La Ceiba       | Honduras - Jamaïque | 2-1   | Match amical                                                           |
| 22 | 11 juin 2013      | Tegucigalpa    | Honduras - Jamaïque | 2-0   | Éliminatoires de la Coupe du monde 2014 (zone CONCACAF, 4e tour)       |
| 23 | 15 octobre 2013   | Kingston       | Jamaïque - Honduras | 2-2   | Éliminatoires de la Coupe du monde 2014 (zone CONCACAF, 4e tour)       |
| 24 | 16 février 2017   | Houston        | Honduras - Jamaïque | 0-1   | Match amical                                                           |
| 25 | 17 juin 2019      | Kingston       | Jamaïque - Honduras | 3-2   | Gold Cup 2019 (gr. C)                                                  |
| 26 | 14 Octobre 2021   | La Ceiba       | Honduras - Jamaïque | 0-2   | FIFA 2022 Qualification                                                |
| 27 | 31 Mars 2022      | Kingston       | Jamaïque - Honduras | 2-1   | FIFA 2022 Qualification                                                |
| 28 | 9 Septembre 2023  | Kingston       | Jamaïque - Honduras | 1-0   | LIGUE DES NATIONS DE LA CONCACAF                                       |
| 29 | 10 Septembre 2024 | La Ceiba       | Honduras - Jamaïque |       | LIGUE DES NATIONS DE LA CONCACAF                                       |
| 30 | 13 Octobre 2024   | Kingston       | Jamaïque - Honduras |       | LIGUE DES NATIONS DE LA CONCACAF                                       |

- Total de matchs disputés : 28
- Victoires de la Jamaïque : 11
- Matchs nuls : 5
- Victoires du Honduras : 12
- Total de buts marqués par la Jamaïque : 30
- Total de buts marqués par le Honduras : 48

## I

### Îles Caïmans

#### Confrontations
Confrontations entre la Jamaïque et les îles Caïmans en matchs officiels, :
|    | Date             | Lieu        | Match                   | Score | Compétition                                                        |
| -- | ---------------- | ----------- | ----------------------- | ----- | ------------------------------------------------------------------ |
| 1  | 1987             | George Town | Îles Caïmans - Jamaïque | 1-3   | Match amical                                                       |
| 2  | 6 mai 1990       |             | Îles Caïmans - Jamaïque | 1-2   | Match amical                                                       |
| 3  | 27 mai 1991      | Kingston    | Jamaïque - Îles Caïmans | 3-2   | Coupe caribéenne des nations 1991 (gr. A)                          |
| 4  | 6 mars 1994      | George Town | Îles Caïmans - Jamaïque | 3-2   | Coupe caribéenne des nations 1994 (tour préliminaire)              |
| 5  | 22 octobre 1995  | George Town | Îles Caïmans - Jamaïque | 1-5   | Match amical                                                       |
| 6  | 22 juillet 1998  | Kingston    | Jamaïque - Îles Caïmans | 4-0   | Coupe caribéenne des nations 1998 (gr. B)                          |
| 7  | 24 octobre 1999  | George Town | Îles Caïmans - Jamaïque | 1-4   | Match amical                                                       |
| 8  | 6 février 2000   | George Town | Îles Caïmans - Jamaïque | 0-0   | Match amical                                                       |
| 9  | 9 février 2000   | George Town | Îles Caïmans - Jamaïque | 0-1   | Match amical                                                       |
| 10 | 27 août 2000     | George Town | Îles Caïmans - Jamaïque | 0-6   | Match amical                                                       |
| 11 | 9 novembre 2008  | George Town | Îles Caïmans - Jamaïque | 0-2   | Match amical                                                       |
| 12 | 28 juin 2009     | George Town | Îles Caïmans - Jamaïque | 1-4   | Match amical                                                       |
| 13 | 9 septembre 2018 | Kingston    | Jamaïque - Îles Caïmans | 4-0   | Ligue des nations de la CONCACAF 2019-2020 (tournoi de classement) |

#### Bilan
Au 11 septembre 2018 :
- Total de matchs disputés : 13
- Victoires de la Jamaïque : 11
- Matchs nuls : 1
- Victoires des îles Caïmans : 1
- Total de buts marqués par la Jamaïque : 40
- Total de buts marqués par les îles Caïmans : 10

### Îles Vierges britanniques

#### Confrontations
Confrontations entre les îles Vierges britanniques et la Jamaïque en matchs officiels :
|   | Date        | Lieu        | Match                                | Score | Compétition                                                        |
| - | ----------- | ----------- | ------------------------------------ | ----- | ------------------------------------------------------------------ |
| 1 | 4 mars 1994 | George Town | Jamaïque - Îles Vierges britanniques | 12-0  | Qualification pour la Coupe caribéenne des nations 1994 (groupe 5) |
| 2 | 7 Juin 2025 | Road Town   | Îles Vierges britanniques - Jamaïque |       | Qualification FIFA 2026                                            |

#### Bilan
| Rang | Équipe                    | Pts | J | G | N | P | Bp | Bc | Diff |
| ---- | ------------------------- | --- | - | - | - | - | -- | -- | ---- |
| 1    | Jamaïque                  | 3   | 1 | 1 | 0 | 0 | 12 | 0  | +12  |
| 2    | Îles Vierges britanniques | 0   | 1 | 0 | 0 | 1 | 0  | 12 | -12  |

### Îles Vierges des États-Unis

#### Confrontations
Confrontations entre les îles Vierges des États-Unis et la Jamaïque en matchs officiels :
|   | Date             | Lieu        | Match                                  | Score | Compétition                                                                       |
| - | ---------------- | ----------- | -------------------------------------- | ----- | --------------------------------------------------------------------------------- |
| 1 | 26 novembre 2004 | Montego Bay | Jamaïque - Îles Vierges des États-Unis | 11-1  | Qualification pour la Coupe caribéenne des nations 2005 (premier tour - groupe A) |

#### Bilan
| Rang | Équipe                      | Pts | J | G | N | P | Bp | Bc | Diff |
| ---- | --------------------------- | --- | - | - | - | - | -- | -- | ---- |
| 1    | Jamaïque                    | 3   | 1 | 1 | 0 | 0 | 11 | 1  | +10  |
| 2    | Îles Vierges des États-Unis | 0   | 1 | 0 | 0 | 1 | 1  | 11 | -10  |

### Inde

#### Confrontations
Confrontations entre la Jamaïque et l'Inde en matchs officiels.
|   | Date               | Lieu          | Match           | Score | Compétition  |
| - | ------------------ | ------------- | --------------- | ----- | ------------ |
| 1 | 29 août 2002       | Watford       | Inde - Jamaïque | 0-0   | Match amical |
| 2 | 1er septembre 2002 | Wolverhampton | Inde - Jamaïque | 0-3   | Match amical |

#### Bilan
Au 24 août 2018 :
- Total de matchs disputés : 2
- Victoires de l'Inde : 0
- Matchs nuls : 1
- Victoires de la Jamaïque : 1
- Total de buts marqués par l'Inde : 0
- Total de buts marqués par la Jamaïque : 3

### Indonésie

#### Confrontations
Confrontations entre la Jamaïque et l'Indonésie en matchs officiels.
|   | Date         | Lieu   | Match                | Score | Compétition  |
| - | ------------ | ------ | -------------------- | ----- | ------------ |
| 1 | 21 juin 2007 | Sleman | Indonésie - Jamaïque | 2-1   | Match amical |

#### Bilan
Au 24 août 2018 :
- Total de matchs disputés : 1
- Victoires de l'Indonésie : 1
- Matchs nuls : 0
- Victoires de la Jamaïque : 0
- Total de buts marqués par l'Indonésie : 2
- Total de buts marqués par la Jamaïque : 1

### Iran

#### Confrontations
Confrontations entre la Jamaïque et l'Iran en matchs officiels.
|   | Date           | Lieu    | Match           | Score | Compétition  |
| - | -------------- | ------- | --------------- | ----- | ------------ |
| 1 | 22 avril 1998  | Téhéran | Iran - Jamaïque | 1-0   | Match amical |
| 2 | 2 juillet 2007 | Téhéran | Iran - Jamaïque | 8-1   | Match amical |

#### Bilan
Au 24 août 2018 :
- Total de matchs disputés : 2
- Victoires de l'Iran : 2
- Matchs nuls : 0
- Victoires de la Jamaïque : 0
- Total de buts marqués par l'Iran : 9
- Total de buts marqués par la Jamaïque : 1

### Irlande

#### Confrontations
Confrontations entre l'Irlande et la Jamaïque en matchs officiels :
|   | Date        | Lieu    | Match              | Score | Compétition  |
| - | ----------- | ------- | ------------------ | ----- | ------------ |
| 1 | 2 juin 2004 | Londres | Irlande - Jamaïque | 1-0   | Match amical |

#### Bilan
| Rang | Équipe               | Pts | J | G | N | P | Bp | Bc | Diff |
| ---- | -------------------- | --- | - | - | - | - | -- | -- | ---- |
| 1    | République d'Irlande | 3   | 1 | 1 | 0 | 0 | 1  | 0  | +1   |
| 2    | Jamaïque             | 0   | 1 | 0 | 0 | 1 | 0  | 1  | -1   |

## J

### Japon

#### Confrontations
Confrontations entre le Japon et la Jamaïque en matchs officiels :
|   | Date            | Lieu       | Match            | Score | Compétition                                            |
| - | --------------- | ---------- | ---------------- | ----- | ------------------------------------------------------ |
| 1 | 26 juin 1998    | Lyon       | Jamaïque - Japon | 2-1   | Coupe du monde 1998 (groupe H)                         |
| 2 | 6 juin 2000     | Casablanca | Japon - Jamaïque | 4-0   | Tournoi Hassan II 2000 (match pour la troisième place) |
| 3 | 16 octobre 2002 | Tokyo      | Japon - Jamaïque | 1-1   | Match amical                                           |
| 4 | 10 octobre 2014 | Niigata    | Japon - Jamaïque | 1-0   | Match amical                                           |

#### Bilan
| Rang | Équipe   | Pts | J | G | N | P | Bp | Bc | Diff |
| ---- | -------- | --- | - | - | - | - | -- | -- | ---- |
| 1    | Japon    | 7   | 4 | 2 | 1 | 1 | 7  | 3  | +4   |
| 2    | Jamaïque | 4   | 4 | 1 | 1 | 2 | 3  | 7  | -4   |

## M

### Macédoine

#### Confrontations
Confrontations entre la Jamaïque et la Macédoine en matchs officiels.
|   | Date          | Lieu    | Match                | Score | Compétition  |
| - | ------------- | ------- | -------------------- | ----- | ------------ |
| 1 | 20 avril 1998 | Téhéran | Macédoine - Jamaïque | 2-1   | Match amical |

#### Bilan
Au 24 août 2018 :
- Total de matchs disputés : 1
- Victoires de la Macédoine : 1
- Matchs nuls : 0
- Victoires de la Jamaïque : 0
- Total de buts marqués par la Macédoine : 2
- Total de buts marqués par la Jamaïque : 1

### Malaisie

#### Confrontations
Confrontations entre la Jamaïque et la Malaisie en matchs officiels.
|   | Date         | Lieu         | Match               | Score | Compétition  |
| - | ------------ | ------------ | ------------------- | ----- | ------------ |
| 1 | 28 juin 2007 | Kuala Lumpur | Malaisie - Jamaïque | 0-2   | Match amical |

#### Bilan
Au 24 août 2018 :
- Total de matchs disputés : 1
- Victoires de la Malaisie : 0
- Matchs nuls : 0
- Victoires de la Jamaïque : 1
- Total de buts marqués par la Malaisie : 0
- Total de buts marqués par la Jamaïque : 2

### Maroc

#### Confrontations
Confrontations entre le Maroc et la Jamaïque en matchs officiels :
|   | Date        | Lieu       | Match            | Score | Compétition                          |
| - | ----------- | ---------- | ---------------- | ----- | ------------------------------------ |
| 1 | 4 juin 2000 | Casablanca | Maroc - Jamaïque | 1-0   | Tournoi Hassan II 2000 (demi-finale) |

#### Bilan
| Rang | Équipe   | Pts | J | G | N | P | Bp | Bc | Diff |
| ---- | -------- | --- | - | - | - | - | -- | -- | ---- |
| 1    | Maroc    | 3   | 1 | 1 | 0 | 0 | 1  | 0  | +1   |
| 2    | Jamaïque | 0   | 1 | 0 | 0 | 1 | 0  | 1  | -1   |

### Martinique

#### Confrontations
Confrontations entre la Martinique et la Jamaïque en matchs officiels, :
|   | Date             | Lieu           | Match                 | Score           | Compétition                                                 |
| - | ---------------- | -------------- | --------------------- | --------------- | ----------------------------------------------------------- |
| 1 | 24 juin 1992     | Port-d'Espagne | Martinique - Jamaïque | 0-1             | Coupe caribéenne des nations 1992 (demi-finale)             |
| 2 | 30 mai 1993      | Kingston       | Martinique - Jamaïque | 0-0 (tab : 6-5) | Coupe caribéenne des nations 1993 (finale)                  |
| 3 | 15 mai 2001      | Arima          | Martinique - Jamaïque | 0-1             | Coupe caribéenne des nations 2001 (groupe A)                |
| 4 | 27 juillet 2001  | Basseterre     | Jamaïque - Martinique | 0-0             | Match amical                                                |
| 5 | 28 mars 2003     | Kingston       | Jamaïque - Martinique | 2-2             | Qualification pour la Gold Cup 2003 (tour final - groupe A) |
| 6 | 10 décembre 2012 | Saint John's   | Jamaïque - Martinique | 0-0             | Coupe caribéenne des nations 2012 (groupe B)                |
| 7 | 12 novembre 2014 | Montego Bay    | Jamaïque - Martinique | 1-1             | Coupe caribéenne des nations 2014 (groupe B)                |

#### Bilan
Au 24 août 2018 :
- Total de matchs disputés : 7
- Victoires de la Martinique : 0
- Matchs nuls : 5
- Victoires de la Jamaïque : 2
- Total de buts marqués par la Martinique : 3
- Total de buts marqués par la Jamaïque : 5

### Mexique

#### Confrontations
Confrontations entre le Mexique et la Jamaïque en matchs officiels :
|    | Date             | Lieu         | Match              | Score      | Compétition                                                           |
| -- | ---------------- | ------------ | ------------------ | ---------- | --------------------------------------------------------------------- |
| 1  | 28 mars 1963     | San Salvador | Mexique - Jamaïque | 8-0        | Coupe des nations de la CONCACAF 1963 (groupe 2)                      |
| 2  | 3 mai 1965       | Kingston     | Jamaïque - Mexique | 2-3        | Qualification pour la Coupe du monde 1966 (tour final)                |
| 3  | 7 mai 1965       | Mexico       | Mexique - Jamaïque | 8-0        | Qualification pour la Coupe du monde 1966 (tour final)                |
| 4  | 27 novembre 1969 | San José     | Mexique - Jamaïque | 2-0        | Championnat de la CONCACAF 1969                                       |
| 5  | 1er mars 1975    | Mexico       | Mexique - Jamaïque | 8-0        | Match amical                                                          |
| 6  | 1er mars 1975    | Mexico       | Mexique - Jamaïque | 1-0        | Match amical                                                          |
| 7  | 9 avril 1975     | Kingston     | Jamaïque - Mexique | 3-1        | Match amical                                                          |
| 8  | 28 juin 1991     | Los Angeles  | Mexique - Jamaïque | 4-1        | Gold Cup 1991 (groupe A)                                              |
| 9  | 22 juillet 1993  | Mexico       | Mexique - Jamaïque | 6-1        | Gold Cup 1993 (demi-finale)                                           |
| 10 | 16 octobre 1996  | Mexico       | Mexique - Jamaïque | 2-1        | Qualification pour la Coupe du monde 1998 (troisième tour - groupe 3) |
| 11 | 17 novembre 1996 | Kingston     | Jamaïque - Mexique | 1-0        | Qualification pour la Coupe du monde 1998 (troisième tour - groupe 3) |
| 12 | 13 avril 1997    | Mexico       | Mexique - Jamaïque | 6-0        | Qualification pour la Coupe du monde 1998 (tour final)                |
| 13 | 16 novembre 1997 | Kingston     | Jamaïque - Mexique | 0-0        | Qualification pour la Coupe du monde 1998 (tour final)                |
| 14 | 12 février 1998  | Los Angeles  | Mexique - Jamaïque | 1-0 (a.p.) | Gold Cup 1998 (demi-finale)                                           |
| 15 | 25 mars 2001     | Mexique      | Mexique - Jamaïque | 4-0        | Qualification pour la Coupe du monde 2002 (tour final)                |
| 16 | 2 septembre 2001 | Kingston     | Jamaïque - Mexique | 1-2        | Qualification pour la Coupe du monde 2002 (tour final)                |
| 17 | 20 juillet 2003  | Kingston     | Mexique - Jamaïque | 5-0        | Gold Cup 2003 (quart de finale)                                       |
| 18 | 13 juillet 2005  | Houston      | Mexique - Jamaïque | 1-0        | Gold Cup 2005 (groupe C)                                              |
| 19 | 6 septembre 2008 | Mexico       | Mexique - Jamaïque | 3-0        | Qualification pour la Coupe du monde 2010 (troisième tour - groupe B) |
| 20 | 11 octobre 2008  | Kingston     | Jamaïque - Mexique | 1-0        | Qualification pour la Coupe du monde 2010 (troisième tour - groupe B) |
| 21 | 6 février 2013   | Mexico       | Mexique - Jamaïque | 0-0        | Qualification pour la Coupe du monde 2014 (tour final)                |
| 22 | 4 juin 2013      | Kingston     | Jamaïque - Mexique | 0-1        | Qualification pour la Coupe du monde 2014 (tour final)                |
| 23 | 26 juillet 2015  | Philadelphie | Jamaïque - Mexique | 1-3        | Gold Cup 2015 (finale)                                                |
| 24 | 9 juin 2016      | Pasadena     | Mexique - Jamaïque | 2-0        | Copa América Centenario (groupe C)                                    |
| 25 | 13 juillet 2017  | Denver       | Mexique - Jamaïque | 0-0        | Gold Cup 2017 (gr. C)                                                 |
| 26 | 23 juillet 2017  | Pasadena     | Mexique - Jamaïque | 0-1        | Gold Cup 2017 (demi-finale)                                           |
| 27 | 2 Septembre 2021 | Mexico       | Mexique - Jamaïque | 2-1        | FIFA 2022 Qualification                                               |
| 28 | 28 Janvier 2022  | Kingston     | Jamaïque - Mexique | 1-2        | FIFA 2022 Qualification                                               |
| 29 | 14 Juin 2022     | Kingston     | Jamaïque - Mexique | 1-1        | Ligue Des Nations Concacaf                                            |
| 30 | 26 Mars 2022     | Mexico       | Mexique - Jamaïque | 2-2        | Ligue Des Nations Concacaf                                            |
| 31 | 12 Juillet 2023  | USA          | Jamaïque - Mexique | 0-3        | Gold Cup 2023 (Semi-finals)                                           |
| 32 | 22 juin 2024     | Houston      | Mexique - Jamaïque |            | Copa America 2024 (Gr B)                                              |

#### Bilan
- Total de matchs disputés : 31
- Victoires de la Jamaïque : 4
- Matchs nuls : 5
- Victoires du Mexique : 21
- Total de buts marqués par la Jamaïque : 18
- Total de buts marqués par le Mexique :78

## N

### Nouvelle-Zélande

#### Confrontations
Confrontations entre la Nouvelle-Zélande et la Jamaïque en matchs officiels :
|   | Date            | Lieu     | Match                       | Score | Compétition  |
| - | --------------- | -------- | --------------------------- | ----- | ------------ |
| 1 | 16 janvier 2000 | Canton   | Jamaïque - Nouvelle-Zélande | 2-1   | Match amical |
| 2 | 29 février 2012 | Auckland | Nouvelle-Zélande - Jamaïque | 2-3   | Match amical |

#### Bilan
| Rang | Équipe           | Pts | J | G | N | P | Bp | Bc | Diff |
| ---- | ---------------- | --- | - | - | - | - | -- | -- | ---- |
| 1    | Jamaïque         | 6   | 2 | 2 | 0 | 0 | 5  | 3  | +2   |
| 2    | Nouvelle-Zélande | 0   | 2 | 0 | 0 | 2 | 3  | 5  | -2   |

### Nicaragua

#### Confrontations
Confrontations en matchs officiels entre la Jamaïque et le Nicaragua :
|   | Date             | Lieu     | Match                | Score | Compétition                                                      |
| - | ---------------- | -------- | -------------------- | ----- | ---------------------------------------------------------------- |
| 1 | 4 septembre 2015 | Kingston | Jamaïque - Nicaragua | 2-3   | Éliminatoires de la Coupe du monde 2018 (zone CONCACAF, 3e tour) |
| 2 | 8 septembre 2015 | Managua  | Nicaragua - Jamaïque | 0-2   | Éliminatoires de la Coupe du monde 2018 (zone CONCACAF, 3e tour) |
| 3 | 9 Octobre 2024   | Managua  | Nicaragua - Jamaïque |       | LIGUE DES NATIONS DE LA CONCACAF                                 |

#### Bilan
- Total de matchs disputés : 2
- Victoires de la Jamaïque : 1
- Matchs nuls : 0
- Victoires du Nicaragua : 1
- Total de buts marqués par la Jamaïque : 4
- Total de buts marqués par le Nicaragua : 3

### Nigeria

#### Confrontations
Confrontations en matchs officiels entre la Jamaïque et le Nigeria :
|   | Date             | Lieu     | Match              | Score | Compétition  |
| - | ---------------- | -------- | ------------------ | ----- | ------------ |
| 1 | 22 février 1998  | Kingston | Jamaïque - Nigeria | 2-2   | Match amical |
| 2 | 18 mai 2002      | Londres  | Jamaïque - Nigeria | 0-1   | Match amical |
| 3 | 20 novembre 2002 | Lagos    | Nigeria - Jamaïque | 0-0   | Match amical |
| 4 | 25 mai 2003      | Kingston | Jamaïque - Nigeria | 3-2   | Match amical |
| 5 | 31 mai 2004      | Londres  | Nigeria - Jamaïque | 2-0   | Match amical |
| 6 | 11 février 2009  | Londres  | Nigeria - Jamaïque | 0-0   | Match amical |

#### Bilan
Au 24 août 2018 :
- Total de matchs disputés : 6
- Victoires de la Jamaïque : 1
- Matchs nuls : 3
- Victoires du Nigeria : 2
- Total de buts marqués par la Jamaïque : 5
- Total de buts marqués par le Nigeria : 7

### Norvège

#### Confrontations
Confrontations en matchs officiels entre la Jamaïque et la Norvège :
|   | Date             | Lieu     | Match              | Score | Compétition  |
| - | ---------------- | -------- | ------------------ | ----- | ------------ |
| 1 | 26 novembre 1995 | Kingston | Jamaïque - Norvège | 1-1   | Match amical |
| 2 | 20 mai 1999      | Oslo     | Norvège - Jamaïque | 6-0   | Match amical |

#### Bilan
Au 24 août 2018 :
- Total de matchs disputés : 2
- Victoires de la Jamaïque : 0
- Matchs nuls : 1
- Victoires de la Norvège : 1
- Total de buts marqués par la Jamaïque : 1
- Total de buts marqués par la Norvège : 7

## P

### Panama

#### Confrontations
Confrontations entre le Panama et la Jamaïque en matchs officiels :
|    | Date             | Lieu         | Match             | Score | Compétition                                                           |
| -- | ---------------- | ------------ | ----------------- | ----- | --------------------------------------------------------------------- |
| 1  | 4 novembre 1969  | Kingston     | Jamaïque - Panama | 1-1   | Qualification pour le Championnat de la CONCACAF 1969                 |
| 2  | 5 novembre 1969  | Kingston     | Panama - Jamaïque | 1-2   | Qualification pour le Championnat de la CONCACAF 1969                 |
| 3  | 17 juillet 1993  | Dallas       | Jamaïque - Panama | 1-1   | Gold Cup 1993 (groupe A)                                              |
| 4  | 28 juillet 1996  | Kingston     | Jamaïque - Panama | 0-0   | Match amical                                                          |
| 5  | 24 août 1996     | Panama       | Panama - Jamaïque | 2-0   | Match amical                                                          |
| 6  | 14 mai 2000      | Kingston     | Jamaïque - Panama | 0-1   | Match amical                                                          |
| 7  | 4 septembre 2004 | Kingston     | Jamaïque - Panama | 1-2   | Qualification pour la Coupe du monde 2006 (troisième tour - groupe 1) |
| 8  | 9 octobre 2004   | Panama       | Panama - Jamaïque | 1-1   | Qualification pour la Coupe du monde 2006 (troisième tour - groupe 1) |
| 9  | 26 mars 2007     | Kingston     | Jamaïque - Panama | 1-1   | Match amical                                                          |
| 10 | 7 juin 2009      | Kingston     | Jamaïque - Panama | 3-2   | Match amical                                                          |
| 11 | 27 mai 2012      | Kingston     | Jamaïque - Panama | 0-1   | Match amical                                                          |
| 12 | 1er juin 2012    | Panama       | Panama - Jamaïque | 2-1   | Match amical                                                          |
| 13 | 22 mars 2013     | Kingston     | Jamaïque - Panama | 1-1   | Match amical                                                          |
| 15 | 13 novembre 2015 | Kingston     | Jamaïque - Panama | 0-2   | Éliminatoires de la Coupe du monde 2018 (zone CONCACAF, 4e tour)      |
| 16 | 2 septembre 2016 | Panama       | Panama - Jamaïque | 2-0   | Éliminatoires de la Coupe du monde 2018 (zone CONCACAF, 4e tour)      |
| 17 | 30 juin 2019     | Philadelphie | Jamaïque - Panama | 1-0   | Gold Cup 2019 (quart de finale)                                       |

#### Bilan
Au 22 novembre 2019 :
- Total de matchs disputés : 17
- Victoires de la Jamaïque : 3
- Matchs nuls : 7
- Victoires du Panama : 7
- Total de buts marqués par la Jamaïque : 13
- Total de buts marqués par le Panama : 20

### Paraguay

#### Confrontations
Confrontations entre la Jamaïque et le Paraguay en matchs officiels.
|   | Date           | Lieu        | Match               | Score | Compétition               |
| - | -------------- | ----------- | ------------------- | ----- | ------------------------- |
| 1 | 5 février 1986 | Miami       | Paraguay - Jamaïque | 4-1   | Match amical              |
| 2 | 12 mars 1989   | Kingston    | Jamaïque - Paraguay | 0-3   | Match amical              |
| 3 | 5 mars 1999    | Guatemala   | Paraguay - Jamaïque | 3-1   | Tournoi amical            |
| 4 | 31 mars 1999   | Kingston    | Jamaïque - Paraguay | 3-0   | Match amical              |
| 5 | 2 juillet 2003 | Kingston    | Jamaïque - Paraguay | 2-0   | Match amical              |
| 6 | 13 juin 2015   | Antofagasta | Paraguay - Jamaïque | 1-0   | Copa América 2015 (gr. B) |

#### Bilan
Au 24 août 2018 :
- Total de matchs disputés : 6
- Victoires du Paraguay : 4
- Victoires de la Jamaïque : 2
- Matchs nuls : 0
- Total de buts marqués par le Paraguay : 11
- Total de buts marqués par la Jamaïque : 7

### Pays de Galles

#### Confrontations
Confrontations entre le Pays de Galles et la Jamaïque en matchs officiels :
|   | Date         | Lieu    | Match                     | Score | Compétition  |
| - | ------------ | ------- | ------------------------- | ----- | ------------ |
| 1 | 25 mars 1998 | Cardiff | Pays de Galles - Jamaïque | 0-0   | Match amical |

#### Bilan
| Rang | Équipe         | Pts | J | G | N | P | Bp | Bc | Diff |
| ---- | -------------- | --- | - | - | - | - | -- | -- | ---- |
| 1    | Jamaïque       | 1   | 1 | 0 | 1 | 0 | 0  | 0  | 0    |
| 1    | Pays de Galles | 1   | 1 | 0 | 1 | 0 | 0  | 0  | 0    |

### Pérou

#### Confrontations
Confrontations entre la Jamaïque et le Pérou en matchs officiels :
|   | Date             | Lieu            | Match            | Score | Compétition  |
| - | ---------------- | --------------- | ---------------- | ----- | ------------ |
| 1 | 15 novembre 2006 | Kingston        | Jamaïque - Pérou | 1-1   | Match amical |
| 2 | 7 septembre 2010 | Fort Lauderdale | Jamaïque - Pérou | 1-2   | Match amical |
| 3 | 13 juin 2017     | Arequipa        | Pérou - Jamaïque | 3-1   | Match amical |

#### Bilan
Au 24 août 2018 :
- Total de matchs disputés : 3
- Victoires du Pérou : 2
- Matchs nuls : 1
- Victoires de la Jamaïque : 0
- Total de buts marqués par le Pérou : 6
- Total de buts marqués par la Jamaïque : 3

### Porto Rico

#### Confrontations
Confrontations entre Porto Rico et la Jamaïque en matchs officiels :
|   | Date         | Lieu        | Match                 | Score | Compétition                                                            |
| - | ------------ | ----------- | --------------------- | ----- | ---------------------------------------------------------------------- |
| 1 | 22 août 1962 | Kingston    | Jamaïque - Porto Rico | 6-1   | Jeux d'Amérique centrale et des Caraïbes de 1962                       |
| 2 | 14 juin 1966 | San Juan    | Porto Rico - Jamaïque | 0-4   | Jeux d'Amérique centrale et des Caraïbes de 1966                       |
| 3 | 12 mai 1988  | Kingston    | Jamaïque - Porto Rico | 1-0   | Qualification pour la Coupe du monde 1990 (premier tour)               |
| 4 | 29 mai 1988  | San Juan    | Porto Rico - Jamaïque | 1-2   | Qualification pour la Coupe du monde 1990 (premier tour)               |
| 5 | 23 mai 1992  | Kingston    | Jamaïque - Porto Rico | 2-1   | Qualification pour la Coupe du monde 1994 (deuxième tour préliminaire) |
| 6 | 30 mai 1992  | Río Piedras | Porto Rico - Jamaïque | 0-1   | Qualification pour la Coupe du monde 1994 (deuxième tour préliminaire) |
| 7 | 25 mai 1993  | Kingston    | Jamaïque - Porto Rico | 1-0   | Coupe caribéenne des nations 1993 (groupe A)                           |

#### Bilan
| Rang | Équipe     | Pts | J | G | N | P | Bp | Bc | Diff |
| ---- | ---------- | --- | - | - | - | - | -- | -- | ---- |
| 1    | Jamaïque   | 21  | 7 | 7 | 0 | 0 | 17 | 3  | +14  |
| 2    | Porto Rico | 0   | 7 | 0 | 0 | 7 | 3  | 17 | -14  |

## S

### Saint-Christophe-et-Niévès

#### Confrontations
Confrontations entre Saint-Christophe-et-Niévès et la Jamaïque en matchs officiels, :
|    | Date            | Lieu       | Match                                 | Score | Compétition                                           |
| -- | --------------- | ---------- | ------------------------------------- | ----- | ----------------------------------------------------- |
| 1  | 3 juin 1979     | Kingston   | Jamaïque - Saint-Christophe-et-Niévès | 2-1   | Coupe caribéenne des nations 1979 (tour préliminaire) |
| 2  | 17 juin 1979    | Basseterre | Saint-Christophe-et-Niévès - Jamaïque | 1-2   | Coupe caribéenne des nations 1979 (tour préliminaire) |
| 3  | 29 avril 1990   | Kingston   | Jamaïque - Saint-Christophe-et-Niévès | 3-0   | Coupe caribéenne des nations 1990 (tour préliminaire) |
| 4  | 21 mai 1993     | Kingston   | Jamaïque - Saint-Christophe-et-Niévès | 4-1   | Coupe caribéenne des nations 1993 (groupe A)          |
| 5  | 6 décembre 1995 | Basseterre | Saint-Christophe-et-Niévès - Jamaïque | 0-3   | Match amical                                          |
| 6  | 26 mai 1996     | Palo Seco  | Jamaïque - Saint-Christophe-et-Niévès | 4-1   | Coupe caribéenne des nations 1996 (groupe A)          |
| 7  | 29 octobre 1997 | Basseterre | Saint-Christophe-et-Niévès - Jamaïque | 1-1   | Match amical                                          |
| 8  | 30 juillet 2001 | Basseterre | Saint-Christophe-et-Niévès - Jamaïque | 0-0   | Match amical                                          |
| 9  | 16 août 2009    | Basseterre | Saint-Christophe-et-Niévès - Jamaïque | 0-1   | Match amical                                          |
| 10 | 26 avril 2018   | Basseterre | Saint-Christophe-et-Niévès - Jamaïque | 1-3   | Match amical                                          |

#### Bilan
Au 24 août 2018 :
- Total de matchs disputés : 10
- Victoires de Saint-Christophe-et-Niévès : 0
- Matchs nuls : 2
- Victoires de la Jamaïque : 8
- Total de buts marqués par Saint-Christophe-et-Niévès : 6
- Total de buts marqués par la Jamaïque : 23

### Saint-Martin

#### Confrontations
Confrontations entre Saint-Martin et la Jamaïque en matchs officiels, :
|   | Date             | Lieu     | Match                   | Score | Compétition                                                                       |
| - | ---------------- | -------- | ----------------------- | ----- | --------------------------------------------------------------------------------- |
| 1 | 20 mai 1990      | Kingston | Jamaïque - Saint-Martin | 1-0   | Coupe caribéenne des nations 1990 (tour préliminaire)                             |
| 2 | 24 novembre 2004 | Kingston | Jamaïque - Saint-Martin | 12-0  | Qualification pour la Coupe caribéenne des nations 2005 (premier tour - groupe A) |

#### Bilan
Au 24 août 2018 :
- Total de matchs disputés : 2
- Victoires de Saint-Martin : 0
- Matchs nuls : 0
- Victoires de la Jamaïque : 2
- Total de buts marqués par Saint-Martin : 0
- Total de buts marqués par la Jamaïque : 13

### Saint-Vincent-et-les-Grenadines

#### Confrontations
Confrontations entre Saint-Vincent-et-les-Grenadines et la Jamaïque en matchs officiels, :
|   | Date              | Lieu           | Match                                      | Score | Compétition                                                                       |
| - | ----------------- | -------------- | ------------------------------------------ | ----- | --------------------------------------------------------------------------------- |
| 1 | 27 juin 1992      | Port-d'Espagne | Jamaïque - Saint-Vincent-et-les-Grenadines | 2-0   | Coupe caribéenne des nations 1992 (groupe 2)                                      |
| 2 | 27 septembre 1992 | Kingstown      | Saint-Vincent-et-les-Grenadines - Jamaïque | 0-1   | Match amical                                                                      |
| 3 | 4 octobre 1992    | Kingston       | Jamaïque - Saint-Vincent-et-les-Grenadines | 3-3   | Match amical                                                                      |
| 4 | 23 septembre 1996 | Kingstown      | Saint-Vincent-et-les-Grenadines - Jamaïque | 1-2   | Qualification pour la Coupe du monde 1998 (troisième tour - groupe 3)             |
| 5 | 10 novembre 1996  | Kingston       | Jamaïque - Saint-Vincent-et-les-Grenadines | 5-0   | Qualification pour la Coupe du monde 1998 (troisième tour - groupe 3)             |
| 6 | 16 juillet 2000   | Kingstown      | Saint-Vincent-et-les-Grenadines - Jamaïque | 0-1   | Qualification pour la Coupe du monde 2002 (deuxième tour - groupe 2)              |
| 7 | 3 septembre 2000  | Kingston       | Jamaïque - Saint-Vincent-et-les-Grenadines | 2-0   | Qualification pour la Coupe du monde 2002 (deuxième tour - groupe 2)              |
| 8 | 29 septembre 2006 | Kingston       | Jamaïque - Saint-Vincent-et-les-Grenadines | 1-2   | Qualification pour la Coupe caribéenne des nations 2007 (premier tour - groupe D) |
| 9 | 3 juin 2008       | Kingston       | Jamaïque - Saint-Vincent-et-les-Grenadines | 5-1   | Match amical                                                                      |

#### Bilan
| Rang | Équipe                          | Pts | J | G | N | P | Bp | Bc | Diff |
| ---- | ------------------------------- | --- | - | - | - | - | -- | -- | ---- |
| 1    | Jamaïque                        | 22  | 9 | 7 | 1 | 1 | 22 | 7  | +15  |
| 2    | Saint-Vincent-et-les-Grenadines | 4   | 9 | 1 | 1 | 7 | 7  | 22 | -15  |

### Sainte-Lucie

#### Confrontations
Confrontations entre Sainte-Lucie et la Jamaïque en matchs officiels, :
|    | Date              | Lieu       | Match                   | Score | Compétition                                                                       |
| -- | ----------------- | ---------- | ----------------------- | ----- | --------------------------------------------------------------------------------- |
| 1  | 18 juin 1989      | Kingston   | Jamaïque - Sainte-Lucie | 1-1   | Qualification pour la Coupe caribéenne des nations 1989 (groupe C)                |
| 2  | 30 mai 1991       | Kingston   | Jamaïque - Sainte-Lucie | 2-0   | Coupe caribéenne des nations 1991 (demi-finale)                                   |
| 3  | 19 juillet 1995   | Kingston   | Jamaïque - Sainte-Lucie | 2-1   | Coupe caribéenne des nations 1995 (groupe B)                                      |
| 4  | 24 octobre 1997   | Castries   | Sainte-Lucie - Jamaïque | 1-3   | Match amical                                                                      |
| 5  | 11 août 2002      | Castries   | Sainte-Lucie - Jamaïque | 1-3   | Match amical                                                                      |
| 6  | 26 mars 2003      | Kingston   | Jamaïque - Sainte-Lucie | 5-0   | Qualification pour la Gold Cup 2003 (tour final - groupe A)                       |
| 7  | 12 décembre 2004  | Vieux Fort | Sainte-Lucie - Jamaïque | 1-1   | Qualification pour la Coupe caribéenne des nations 2005 (deuxième tour)           |
| 8  | 19 décembre 2004  | Kingston   | Jamaïque - Sainte-Lucie | 2-1   | Qualification pour la Coupe caribéenne des nations 2005 (deuxième tour)           |
| 9  | 27 septembre 2006 | Kingston   | Jamaïque - Sainte-Lucie | 4-0   | Qualification pour la Coupe caribéenne des nations 2007 (premier tour - groupe D) |
| 10 | 5 mars 2014       | Castries   | Sainte-Lucie - Jamaïque | 0-5   | Match amical                                                                      |

#### Bilan
| Rang | Équipe       | Pts | J  | G | N | P | Bp | Bc | Diff |
| ---- | ------------ | --- | -- | - | - | - | -- | -- | ---- |
| 1    | Jamaïque     | 26  | 10 | 8 | 2 | 0 | 28 | 6  | +22  |
| 2    | Sainte-Lucie | 2   | 10 | 0 | 2 | 8 | 6  | 28 | -22  |

### Salvador

#### Confrontations
Confrontations entre le Salvador et la Jamaïque en matchs officiels, :
|    | Date             | Lieu         | Match               | Score | Compétition                                                           |
| -- | ---------------- | ------------ | ------------------- | ----- | --------------------------------------------------------------------- |
| 1  | 5 août 1963      | Kingston     | Jamaïque - Salvador | 0-1   | Match amical                                                          |
| 2  | 7 août 1963      | Kingston     | Jamaïque - Salvador | 0-0   | Match amical                                                          |
| 3  | 9 août 1963      | Kingston     | Jamaïque - Salvador | 1-1   | Match amical                                                          |
| 4  | 22 juin 1966     | San Juan     | Salvador - Jamaïque | 1-0   | Jeux d'Amérique centrale et des Caraïbes de 1966                      |
| 5  | 22 novembre 1992 | Kingston     | Jamaïque - Salvador | 0-2   | Qualification pour la Coupe du monde 1994 (deuxième tour - groupe B)  |
| 6  | 6 décembre 1992  | San Salvador | Salvador - Jamaïque | 2-1   | Qualification pour la Coupe du monde 1994 (deuxième tour - groupe B)  |
| 7  | 18 mai 1997      | Kingston     | Jamaïque - Salvador | 1-0   | Qualification pour la Coupe du monde 1998 (tour final)                |
| 8  | 9 novembre 1997  | San Salvador | Salvador - Jamaïque | 2-2   | Qualification pour la Coupe du monde 1998 (tour final)                |
| 9  | 9 février 1998   | Los Angeles  | Jamaïque - Salvador | 2-0   | Gold Cup 1998 (groupe A)                                              |
| 10 | 16 août 2000     | Kingston     | Jamaïque - Salvador | 1-0   | Qualification pour la Coupe du monde 2002 (deuxième tour - groupe 2)  |
| 11 | 15 novembre 2000 | San Salvador | Salvador - Jamaïque | 2-0   | Qualification pour la Coupe du monde 2002 (deuxième tour - groupe 2)  |
| 12 | 16 novembre 2003 | Kingston     | Jamaïque - Salvador | 3-0   | Match amical                                                          |
| 13 | 8 septembre 2004 | San Salvador | Salvador - Jamaïque | 0-3   | Qualification pour la Coupe du monde 2006 (troisième tour - groupe 1) |
| 14 | 13 octobre 2004  | Kingston     | Jamaïque - Salvador | 0-0   | Qualification pour la Coupe du monde 2006 (troisième tour - groupe 1) |
| 15 | 18 novembre 2007 | Kingston     | Jamaïque - Salvador | 3-0   | Match amical                                                          |
| 16 | 26 juillet 2008  | Dallas       | Salvador - Jamaïque | 0-0   | Match amical                                                          |
| 17 | 30 mai 2009      | Washington   | Salvador - Jamaïque | 0-0   | Match amical                                                          |
| 18 | 10 juillet 2009  | Miami        | Salvador - Jamaïque | 0-1   | Gold Cup 2009 (groupe A)                                              |
| 19 | 29 mars 2011     | San Salvador | Salvador - Jamaïque | 2-3   | Match amical                                                          |
| 20 | 15 août 2012     | Washington   | Salvador - Jamaïque | 0-2   | Match amical                                                          |
| 21 | 14 juillet 2015  | Toronto      | Jamaïque - Salvador | 1-0   | Gold Cup 2015 (groupe B)                                              |
| 22 | 16 juillet 2017  | San Antonio  | Jamaïque - Salvador | 1-1   | Gold Cup 2017 (gr. C)                                                 |
| 23 | 23 mars 2019     | San Salvador | Salvador - Jamaïque | 2-0   | Ligue des nations de la CONCACAF 2019-2020 (tournoi de classement)    |
| 24 | 21 juin 2019     | Houston      | Salvador - Jamaïque | 0-0   | Gold Cup 2019 (gr. C)                                                 |

#### Bilan
Au 22 juin 2019 :
- Total de matchs disputés : 24
- Victoires du Salvador : 6
- Matchs nuls : 8
- Victoires de la Jamaïque : 10
- Total de buts marqués par le Salvador : 16
- Total de buts marqués par la Jamaïque : 25

### Serbie

#### Confrontations
Confrontations entre la Serbie et la Jamaïque en matchs officiels :
|   | Date        | Lieu     | Match             | Score | Compétition  |
| - | ----------- | -------- | ----------------- | ----- | ------------ |
| 1 | 26 mai 2014 | New York | Serbie - Jamaïque | 2-1   | Match amical |

#### Bilan
| Rang | Équipe   | Pts | J | G | N | P | Bp | Bc | Diff |
| ---- | -------- | --- | - | - | - | - | -- | -- | ---- |
| 1    | Serbie   | 3   | 1 | 1 | 0 | 0 | 2  | 1  | +1   |
| 2    | Jamaïque | 0   | 1 | 0 | 0 | 1 | 1  | 2  | -1   |

### Sint Maarten

#### Confrontations
Confrontations entre Sint Maarten et la Jamaïque en matchs officiels :
|   | Date        | Lieu        | Match                   | Score    | Compétition                                                        |
| - | ----------- | ----------- | ----------------------- | -------- | ------------------------------------------------------------------ |
| 1 | 23 mai 1993 | Kingston    | Jamaïque - Sint Maarten | 2-0      | Coupe caribéenne des nations 1993 (groupe A)                       |
| 2 | 2 mars 1994 | George Town | Jamaïque - Sint Maarten | 4-2 (ap) | Qualification pour la Coupe caribéenne des nations 1994 (groupe 5) |

#### Bilan
| Rang | Équipe       | Pts | J | G | N | P | Bp | Bc | Diff |
| ---- | ------------ | --- | - | - | - | - | -- | -- | ---- |
| 1    | Jamaïque     | 6   | 2 | 2 | 0 | 0 | 5  | 2  | +3   |
| 2    | Sint Maarten | 0   | 2 | 0 | 0 | 2 | 2  | 5  | -3   |

### Suède

#### Confrontations
Confrontations en matchs officiels entre la Jamaïque et la Suède :
|   | Date            | Lieu     | Match            | Score | Compétition  |
| - | --------------- | -------- | ---------------- | ----- | ------------ |
| 1 | 29 janvier 1998 | Kingston | Jamaïque - Suède | 0-0   | Match amical |
| 2 | 27 mai 1999     | Solna    | Suède - Jamaïque | 2-1   | Match amical |

#### Bilan
Au 24 août 2018 :
- Total de matchs disputés : 2
- Victoires de la Jamaïque : 0
- Matchs nuls : 1
- Victoires de la Suède : 1
- Total de buts marqués par la Jamaïque : 1
- Total de buts marqués par la Suède : 2

### Suisse

#### Confrontations
Confrontations entre la Suisse et la Jamaïque en matchs officiels :
|   | Date         | Lieu            | Match             | Score | Compétition  |
| - | ------------ | --------------- | ----------------- | ----- | ------------ |
| 1 | 22 mars 2007 | Fort Lauderdale | Jamaïque - Suisse | 0-2   | Match amical |
| 2 | 30 mai 2014  | Lucerne         | Suisse - Jamaïque | 1-0   | Match amical |

#### Bilan
| Rang | Équipe   | Pts | J | G | N | P | Bp | Bc | Diff |
| ---- | -------- | --- | - | - | - | - | -- | -- | ---- |
| 1    | Suisse   | 6   | 2 | 2 | 0 | 0 | 3  | 0  | +3   |
| 2    | Jamaïque | 0   | 2 | 0 | 0 | 2 | 0  | 3  | -3   |

### Suriname

#### Confrontations
Confrontations entre le Suriname et la Jamaïque en matchs officiels, :
|   | Date             | Lieu           | Match               | Score | Compétition                                                        |
| - | ---------------- | -------------- | ------------------- | ----- | ------------------------------------------------------------------ |
| 1 | 17 juin 1966     | Port-au-Prince | Suriname - Jamaïque | 5-3   | Match amical                                                       |
| 2 | 31 mars 1996     | Paramaribo     | Suriname - Jamaïque | 0-1   | Qualification pour la Coupe du monde 1998 (premier tour)           |
| 3 | 21 avril 1996    | Kingston       | Jamaïque - Suriname | 1-0   | Qualification pour la Coupe du monde 1998 (premier tour)           |
| 4 | 28 mai 1996      | Port-d'Espagne | Suriname - Jamaïque | 3-1   | Coupe caribéenne des nations 1996 (groupe A)                       |
| 5 | 13 novembre 2016 | Kingston       | Jamaïque - Suriname | 1-0   | Éliminatoires de la Coupe caribéenne des nations 2017 (3e tour)    |
| 6 | 17 novembre 2018 | Montego Bay    | Jamaïque - Suriname | 2-1   | Ligue des nations de la CONCACAF 2019-2020 (tournoi de classement) |

#### Bilan
Au 30 novembre 2018 :
- Total de matchs disputés : 6
- Victoires du Suriname : 2
- Matchs nuls : 0
- Victoires de la Jamaïque : 4
- Total de buts marqués par le Suriname : 9
- Total de buts marqués par la Jamaïque : 9

## T

### Trinité-et-Tobago

#### Confrontations
Confrontations entre Trinité-et-Tobago et la Jamaïque en matchs officiels, :
|    | Date              | Lieu           | Match                        | Score           | Compétition                                                            |
| -- | ----------------- | -------------- | ---------------------------- | --------------- | ---------------------------------------------------------------------- |
| 1  | 28 décembre 1935  | Kingston       | Jamaïque - Trinité-et-Tobago | 2-3             | Match amical                                                           |
| 2  | 4 janvier 1936    | Kingston       | Jamaïque - Trinité-et-Tobago | 0-1             | Match amical                                                           |
| 3  | 11 janvier 1936   | Kingston       | Jamaïque - Trinité-et-Tobago | 0-1             | Match amical                                                           |
| 4  | 12 février 1947   | Kingston       | Jamaïque - Trinité-et-Tobago | 0-0             | Match amical                                                           |
| 5  | 15 février 1947   | Kingston       | Jamaïque - Trinité-et-Tobago | 2-1             | Match amical                                                           |
| 6  | 19 février 1947   | Kingston       | Jamaïque - Trinité-et-Tobago | 1-0             | Match amical                                                           |
| 7  | 22 février 1947   | Kingston       | Jamaïque - Trinité-et-Tobago | 1-2             | Match amical                                                           |
| 8  | 26 février 1947   | Kingston       | Jamaïque - Trinité-et-Tobago | 0-6             | Match amical                                                           |
| 9  | 8 novembre 1947   | Port-d'Espagne | Trinité-et-Tobago - Jamaïque | 6-0             | Match amical                                                           |
| 10 | 12 novembre 1947  | San Fernando   | Trinité-et-Tobago - Jamaïque | 1-0             | Match amical                                                           |
| 11 | 2 mai 1949        | Kingston       | Jamaïque - Trinité-et-Tobago | 3-1             | Match amical                                                           |
| 12 | 4 mai 1949        | Kingston       | Jamaïque - Trinité-et-Tobago | 2-1             | Match amical                                                           |
| 13 | 7 mai 1949        | Kingston       | Jamaïque - Trinité-et-Tobago | 1-2             | Match amical                                                           |
| 14 | 10 août 1953      | Kingston       | Jamaïque - Trinité-et-Tobago | 3-2             | Match amical                                                           |
| 15 | 11 août 1953      | Kingston       | Jamaïque - Trinité-et-Tobago | 0-1             | Match amical                                                           |
| 16 | 21 janvier 1957   | Kingston       | Jamaïque - Trinité-et-Tobago | 2-0             | Match amical                                                           |
| 17 | 26 janvier 1957   | Kingston       | Jamaïque - Trinité-et-Tobago | 1-0             | Match amical                                                           |
| 18 | 28 janvier 1957   | Kingston       | Jamaïque - Trinité-et-Tobago | 2-1             | Match amical                                                           |
| 19 | 4 mai 1958        | Port-d'Espagne | Trinité-et-Tobago - Jamaïque | 1-0             | Match amical                                                           |
| 20 | 11 mai 1958       | Port-d'Espagne | Trinité-et-Tobago - Jamaïque | 4-0             | Match amical                                                           |
| 21 | 13 mai 1958       | Port-d'Espagne | Trinité-et-Tobago - Jamaïque | 0-1             | Match amical                                                           |
| 22 | 10 mars 1959      | Port-d'Espagne | Trinité-et-Tobago - Jamaïque | 2-1             | Match amical                                                           |
| 23 | 5 août 1965       | Kingston       | Jamaïque - Trinité-et-Tobago | 4-0             | Match amical                                                           |
| 24 | 15 juin 1966      | Port-au-Prince | Trinité-et-Tobago - Jamaïque | 4-1             | Match amical                                                           |
| 25 | 18 janvier 1967   | Kingston       | Jamaïque - Trinité-et-Tobago | 1-1             | Coupe des nations de la CONCACAF 1967 (tournoi qualificatif)           |
| 26 | 26 novembre 1967  | San Fernando   | Trinité-et-Tobago - Jamaïque | 1-0             | Match amical                                                           |
| 27 | 2 décembre 1967   | Port-d'Espagne | Trinité-et-Tobago - Jamaïque | 1-0             | Match amical                                                           |
| 28 | 30 novembre 1969  | San José       | Jamaïque - Trinité-et-Tobago | 2-3             | Championnat de la CONCACAF 1969 (tour final)                           |
| 29 | 31 août 1974      | New York       | Jamaïque - Trinité-et-Tobago | 2-1             | Match amical                                                           |
| 30 | 7 juin 1981       | Kingston       | Jamaïque - Trinité-et-Tobago | 2-0             | Coupe caribéenne des nations 1981 (tour préliminaire)                  |
| 31 | 19 juin 1981      | Arima          | Trinité-et-Tobago - Jamaïque | 4-0             | Coupe caribéenne des nations 1981 (tour préliminaire)                  |
| 32 | 27 juillet 1990   | Port-d'Espagne | Trinité-et-Tobago - Jamaïque | 0-0             | Coupe caribéenne des nations 1990 (gr. A)                              |
| 33 | 2 juin 1991       | Kingston       | Jamaïque - Trinité-et-Tobago | 2-0             | Coupe caribéenne des nations 1991 (finale)                             |
| 34 | 27 juin 1992      | Port-d'Espagne | Trinité-et-Tobago - Jamaïque | 3-1             | Coupe caribéenne des nations 1992 (finale)                             |
| 35 | 5 juillet 1992    | Port-d'Espagne | Trinité-et-Tobago - Jamaïque | 1-2             | Éliminatoires de la Coupe du monde 1994 (zone CONCACAF - 1er tour)     |
| 36 | 18 août 1992      | Kingston       | Jamaïque - Trinité-et-Tobago | 1-1             | Éliminatoires de la Coupe du monde 1994 (zone CONCACAF - 1er tour)     |
| 37 | 28 mai 1993       | Kingston       | Jamaïque - Trinité-et-Tobago | 2-0             | Coupe caribéenne des nations 1993 (demi-finale)                        |
| 38 | 23 juillet 1995   | Kingston       | Jamaïque - Trinité-et-Tobago | 1-0             | Coupe caribéenne des nations 1995 (gr. B)                              |
| 39 | 6 août 1995       | Toronto        | Jamaïque - Trinité-et-Tobago | 1-0             | Match amical                                                           |
| 40 | 24 septembre 1995 | Port-d'Espagne | Trinité-et-Tobago - Jamaïque | 1-0             | Match amical                                                           |
| 41 | 20 octobre 1995   | George Town    | Trinité-et-Tobago - Jamaïque | 0-1             | Match amical                                                           |
| 42 | 24 mai 1996       | Port-d'Espagne | Trinité-et-Tobago - Jamaïque | 1-0             | Coupe caribéenne des nations 1996 (gr. A)                              |
| 43 | 1er mai 1997      | Palo Seco      | Trinité-et-Tobago - Jamaïque | 1-1             | Match amical                                                           |
| 44 | 10 juillet 1997   | Saint John's   | Trinité-et-Tobago - Jamaïque | 1-1 (tab : 4-2) | Coupe caribéenne des nations 1997 (demi-finale)                        |
| 45 | 31 août 1997      | Kingston       | Jamaïque - Trinité-et-Tobago | 6-1             | Match amical                                                           |
| 46 | 23 novembre 1997  | Port-d'Espagne | Trinité-et-Tobago - Jamaïque | 0-0             | Match amical                                                           |
| 47 | 7 janvier 1998    | Port-d'Espagne | Trinité-et-Tobago - Jamaïque | 0-0             | Match amical                                                           |
| 48 | 31 juillet 1998   | Port-d'Espagne | Trinité-et-Tobago - Jamaïque | 1-2             | Coupe caribéenne des nations 1998 (finale)                             |
| 49 | 28 mars 1999      | Port-d'Espagne | Trinité-et-Tobago - Jamaïque | 2-1             | Match amical                                                           |
| 50 | 3 juin 1999       | Port-d'Espagne | Trinité-et-Tobago - Jamaïque | 1-0             | Coupe caribéenne des nations 1999 (gr. A)                              |
| 51 | 8 juillet 2000    | Port-d'Espagne | Trinité-et-Tobago - Jamaïque | 2-4             | Match amical                                                           |
| 52 | 28 février 2001   | Kingston       | Jamaïque - Trinité-et-Tobago | 1-0             | Qualification pour la Coupe du monde 2002 (zone CONCACAF - tour final) |
| 53 | 17 mai 2001       | Port-d'Espagne | Trinité-et-Tobago - Jamaïque | 2-1             | Coupe caribéenne des nations 2001 (gr. 1)                              |
| 54 | 30 juin 2001      | Port-d'Espagne | Trinité-et-Tobago - Jamaïque | 1-2             | Qualification pour la Coupe du monde 2002 (zone CONCACAF - tour final) |
| 55 | 20 février 2005   | Bridgetown     | Jamaïque - Trinité-et-Tobago | 2-1             | Coupe caribéenne des nations 2005 (tour final)                         |
| 56 | 26 mars 2008      | Kingston       | Jamaïque - Trinité-et-Tobago | 2-2             | Match amical                                                           |
| 57 | 7 juin 2008       | Tunapuna       | Trinité-et-Tobago - Jamaïque | 1-1             | Match amical                                                           |
| 58 | 7 décembre 2008   | Trelawny       | Jamaïque - Trinité-et-Tobago | 1-1             | Coupe caribéenne des nations 2008 (gr. A)                              |
| 59 | 11 août 2010      | Tunapuna       | Trinité-et-Tobago - Jamaïque | 1-3             | Match amical                                                           |
| 60 | 10 octobre 2010   | Kingston       | Jamaïque - Trinité-et-Tobago | 1-0             | Match amical                                                           |
| 61 | 15 novembre 2013  | Montego Bay    | Jamaïque - Trinité-et-Tobago | 0-1             | Match amical                                                           |
| 62 | 19 novembre 2013  | Port-d'Espagne | Trinité-et-Tobago - Jamaïque | 2-0             | Match amical                                                           |
| 63 | 18 novembre 2014  | Montego Bay    | Jamaïque - Trinité-et-Tobago | 0-0 (tab : 4-3) | Coupe caribéenne des nations 2014 (finale)                             |
| 64 | 24 août 2017      | Port-d'Espagne | Trinité-et-Tobago - Jamaïque | 1-2             | Match amical                                                           |
| 65 | 12 mars 2023      | Montego Bay    | Jamaïque - Trinité-et-Tobago | 0-1             | Match amical                                                           |
| 66 | 15 mars 2023      | Kingston       | Jamaïque - Trinité-et-Tobago | 0-0             | Match amical                                                           |

#### Bilan
Au 15 mars 2023 :
- Total de matchs disputés : 66
- Victoires de Trinité-et-Tobago : 26
- Matchs nuls : 13
- Victoires de la Jamaïque : 27
- Total de buts marqués par Trinité-et-Tobago : 82
- Total de buts marqués par la Jamaïque : 77

## U

### Uruguay
Confrontations entre la Jamaïque et l'Uruguay.
|   | Date            | Lieu        | Match              | Score | Compétition                     |
| - | --------------- | ----------- | ------------------ | ----- | ------------------------------- |
| 1 | 28 juin 1974    | Kingston    | Jamaïque - Uruguay | 0-3   | Match amical                    |
| 2 | 14 janvier 2000 | Kingston    | Jamaïque - Uruguay | 0-2   | Match amical                    |
| 3 | 18 février 2004 | Kingston    | Jamaïque - Uruguay | 2-0   | Match amical                    |
| 4 | 13 juin 2015    | Antofagasta | Uruguay - Jamaïque | 1-0   | Copa América 2015 (gr. B)       |
| 5 | 13 juin 2016    | Santa Clara | Uruguay - Jamaïque | 3-0   | Copa América Centenario (gr. C) |

#### Bilan
Au 24 août 2018 :
- Total de matchs disputés : 5
- Victoires de l'Uruguay : 4
- Victoires de la Jamaïque : 1
- Matchs nuls : 0
- Total de buts marqués par l'Uruguay : 9
- Total de buts marqués par la Jamaïque : 2

## V

### Venezuela

#### Confrontations
Confrontations entre la Jamaïque et le Venezuela en matchs officiels :
|   | Date            | Lieu        | Match                | Score | Compétition                                               |
| - | --------------- | ----------- | -------------------- | ----- | --------------------------------------------------------- |
| 1 | 17 août 1962    | Kingston    | Jamaïque - Venezuela | 0-2   | Jeux d'Amérique centrale et des Caraïbes de 1962 (finale) |
| 2 | 12 février 1997 | Kingston    | Jamaïque - Venezuela | 0-0   | Match amical                                              |
| 3 | 2 avril 2003    | Caracas     | Venezuela - Jamaïque | 2-0   | Match amical                                              |
| 4 | 28 avril 2004   | Kingston    | Jamaïque - Venezuela | 2-1   | Match amical                                              |
| 5 | 25 mars 2011    | Montego Bay | Jamaïque - Venezuela | 0-2   | Match amical                                              |
| 6 | 27 mars 2015    | Montego Bay | Jamaïque - Venezuela | 2-1   | Match amical                                              |
| 7 | 5 juin 2016     | Chicago     | Venezuela - Jamaïque | 1-0   | Copa América Centenario (gr. C)                           |
| 8 | 30 Juin 2024    | Texas       | Jamaïque - Venezuela | 0-3   | Copa America 2024 (gr. B)                                 |

#### Bilan
- Total de matchs disputés : 8
- Victoires de la Jamaïque : 2
- Victoires du Venezuela : 5
- Matchs nuls : 1
- Total de buts marqués par la Jamaïque : 4
- Total de buts marqués par le Venezuela : 12

### Viêt Nam

#### Confrontations
Confrontations entre la Jamaïque et le Viêt Nam en matchs officiels :
|   | Date         | Lieu  | Match               | Score | Compétition  |
| - | ------------ | ----- | ------------------- | ----- | ------------ |
| 1 | 24 juin 2007 | Hanoï | Viêt Nam - Jamaïque | 3-0   | Match amical |

#### Bilan
Au 24 août 2018 :
- Total de matchs disputés : 1
- Victoires de la Jamaïque : 0
- Matchs nuls : 0
- Victoires du Viêt Nam : 1
- Total de buts marqués par la Jamaïque : 0
- Total de buts marqués par le Viêt Nam : 3

## Z

### Zambie

#### Confrontations
Confrontations en matchs officiels entre la Jamaïque et la Zambie :
|   | Date            | Lieu        | Match             | Score | Compétition  |
| - | --------------- | ----------- | ----------------- | ----- | ------------ |
| 1 | 18 août 1995    | Montego Bay | Jamaïque - Zambie | 1-1   | Match amical |
| 2 | 20 août 1995    | Kingston    | Jamaïque - Zambie | 3-1   | Match amical |
| 3 | 2 novembre 1995 | Kitwe       | Zambie - Jamaïque | 1-0   | Match amical |
| 4 | 5 novembre 1995 | Lusaka      | Zambie - Jamaïque | 4-2   | Match amical |

#### Bilan
Au 24 août 2018 :
- Total de matchs disputés : 4
- Victoires de la Jamaïque : 1
- Matchs nuls : 1
- Victoires de la Zambie : 2
- Total de buts marqués par la Jamaïque : 6
- Total de buts marqués par la Zambie : 7